# National Association for the Advancement of Colored People
La National Association for the Advancement of Colored People (en français : Association nationale pour la promotion des gens de couleur), en général désignée par son sigle NAACP, est une organisation américaine de défense des droits civiques. Elle a été fondée en 1909 à la suite du Niagara Movement, qui avait été créé en 1905 par W. E. B. Du Bois. En 1910, la NAACP lance un mensuel, le magazine The Crisis, son principal organe de presse.
Dans son domaine, elle est l'une des organisations les plus anciennes et les plus influentes aux États-Unis.
Sa mission est « d'assurer l'égalité des droits politiques, éducatifs, sociaux et économiques de tous les citoyens et éliminer la haine raciale et la discrimination raciale ». Son nom, conservé par tradition, constitue l'un des derniers exemples d'utilisation de l'expression « gens de couleur ».
La NAACP décerne chaque année les « Image Awards for achievement in the arts and entertainment » (Prix de l'Image pour une réussite exemplaire dans le domaine des arts et du divertissement), ainsi que la Médaille Spingarn qui récompense un Afro-Américain pour ses contributions remarquables.

## Histoire

### Difficultés historiographiques pour aborder la NAACP

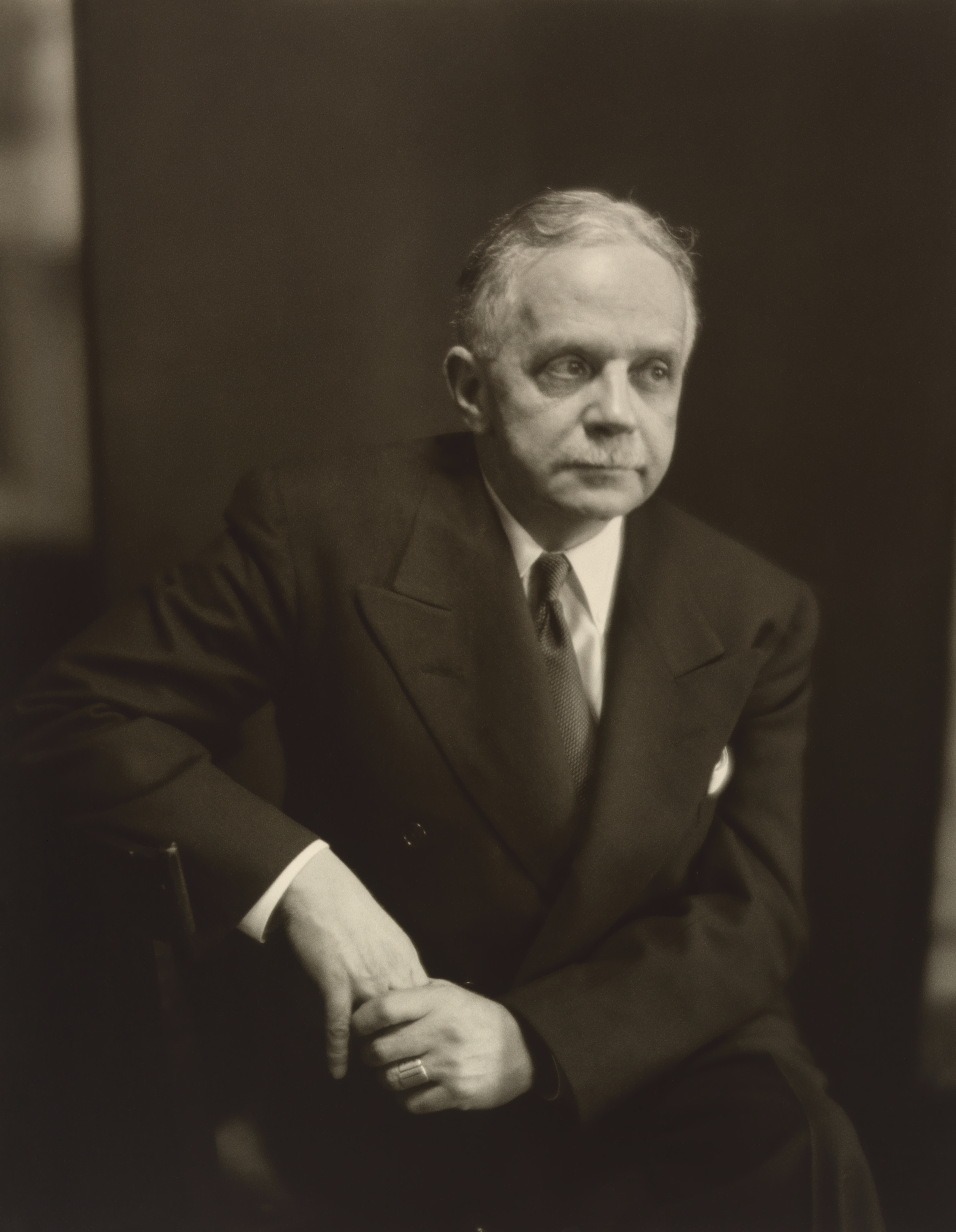
Portrait photographique de Walter White.

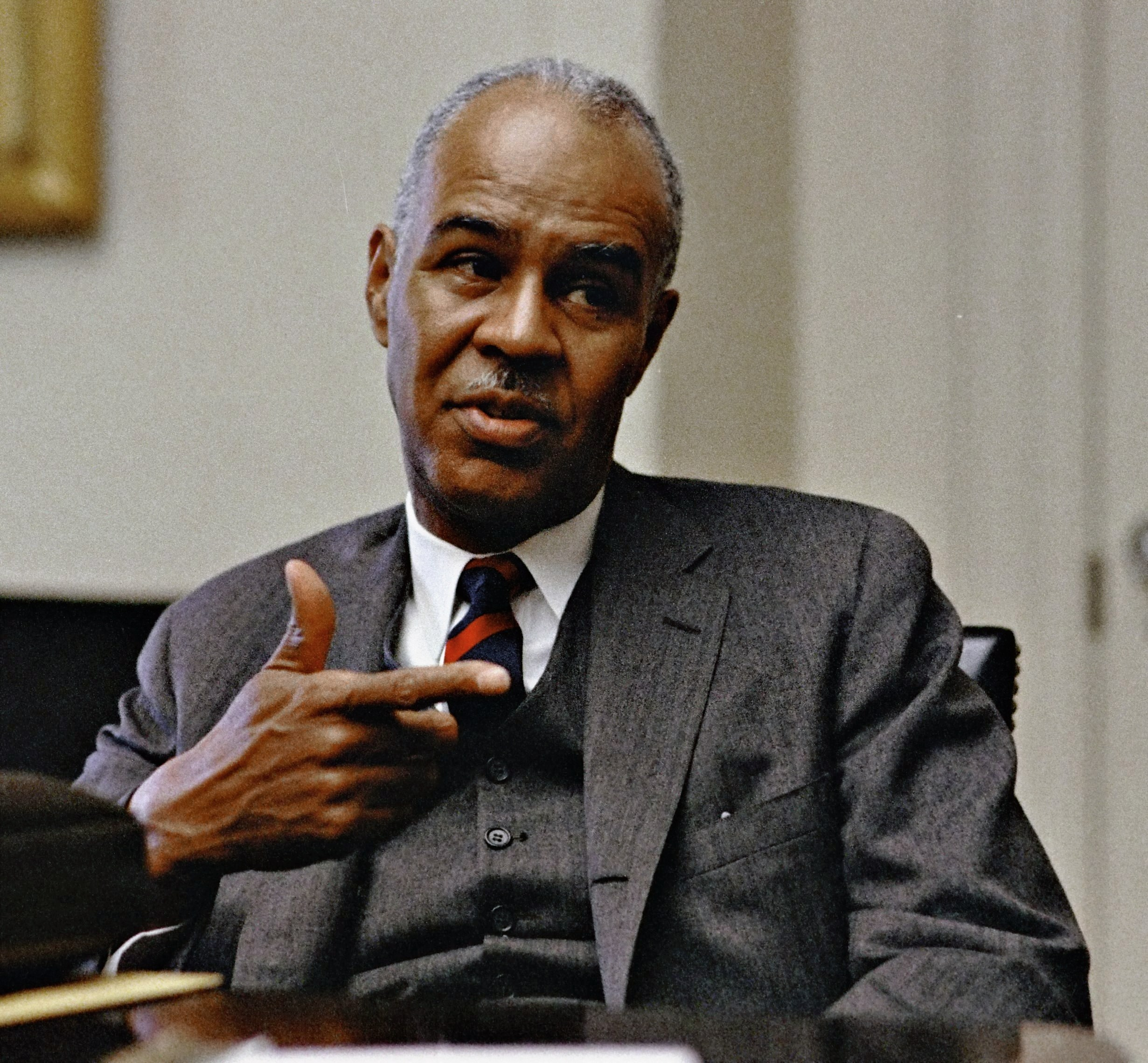
Portrait de Roy Wilkins photographié alors qu'il est reçu à la Maison-Blanche.

La NAACP est l'organisation la plus importante et la plus ancienne pour la défense des droits civiques. Elle est fondée en 1909 par un groupe de réformateurs sociaux blancs et d'intellectuels afro-américains. Après la Seconde Guerre mondiale la NAACP comprend environ 500 000 adhérents qui sont à jour de leur cotisation. Pour de nombreux Afro-Américains, le sigle NAACP est le symbole du refus d'être considérés comme des « citoyens de seconde classe ». En revanche pour de nombreux suprémacistes blancs, présents principalement dans les États du sud des États-Unis la NAACP est un groupe d'extrémistes, d'agents de l'étranger ayant pour but de subvertir la ségrégation raciale, garantie des relations « harmonieuses » entre les ethnies. Même si la NAACP fait figure d'arrière-garde depuis l'adoption de différentes lois fédérales comme celle des années 1960 prohibant toutes les lois et réglementations ségrégatives sur l'ensemble des États-Unis, il demeure que la NAACP reste l'organisation afro-américaine la plus importante. Pour l'historien August Meier (historien) (en) spécialisé dans l'histoire de la NAACP, il est difficile d'estimer son rôle quant à la conquête de la liberté et de l'égalité des droits civiques en faveur des Afro-Américains, il demeure que la NAACP est le parent pauvre de l'historiographie des droits civiques. Avis partagé par l’historien Charles W. Eagles (en) qui fait remarquer, non sans étonnement, qu'il n'y a pas un seul historien qui a écrit un livre consacré à la NAACP, contrairement à d'autres mouvements destinés à la promotion des Afro-Américains comme le Student Nonviolent Coordinating Committee (SNCC), le Congress of Racial Equality (CORE), la National Urban League (NUL) ou la Southern Christian Leadership Conference (SCLC). Il faut attendre 1990 pour que soient publiés des livres importants sur l'histoire de la NAACP. Un autre exemple est le foisonnement de livres consacrés à Martin Luther King, certes son rôle est prééminent, mais pourquoi omettre le rôle des leaders de la NAACP comme Walter White ou Roy Wilkins, ils ne bénéficient pas de notices qui leur seraient consacrés au sein du Black Leaders of the Twentieth Century publié sous la direction de John Hope Franklin et August Meier (historien). L'une des causes de cette négligence est probablement l'image d'une association légaliste et bureaucratique, attachée à un libéralisme démocratique, se détournant des véritables aspirations de la majorité des Afro-Américains. Dans l'Encyclopedia Of American Political History  la NAACP est rarement citée. L'universitaire Carol Anderson (en) reproche à la NAACP d'avoir rejoint les rangs de l'anticommunisme et dans la foulée d'avoir abandonné une politique de réforme sociale fondée sur les droits de l'homme pour prendre des positions proches de la droite républicaine, cela durant les années de la guerre froide. Or comme la suite le démontre la NAACP a joué un rôle décisif quant à l'obtention des lois en faveur de l’égalité des droits civique, notamment en pratiquant le lobbying auprès des élus du Congrès, dès 1942, elle crée une agence permanente à Washington (district de Columbia) dirigée par Clarence Mitchell Jr. (en), ce dernier a obtenu la déségrégation au sein des forces armées américaines, il a largement contribué à la rédaction et la promulgation du Civil Rights Act de 1957, puis du Civil Rights Act de 1964, du Voting Rights Act de 1965 et enfin du Civil Rights Act de 1968 mettant fin à la ségrégation sur l'ensemble des États-Unis,,,.

### Le Niagara Movement

#### Les prémisses

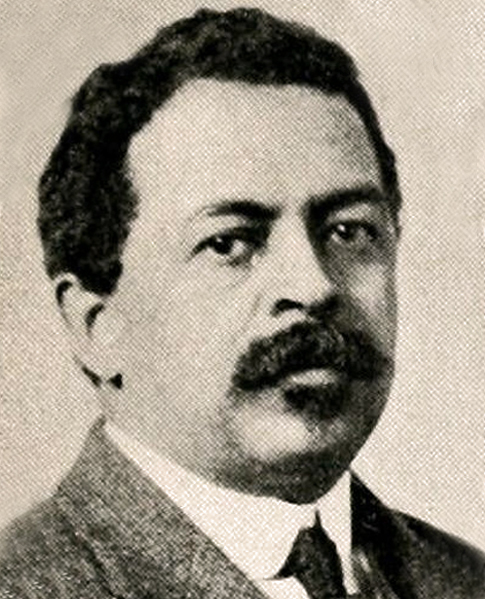
Portrait photographique de William Monroe Trotter

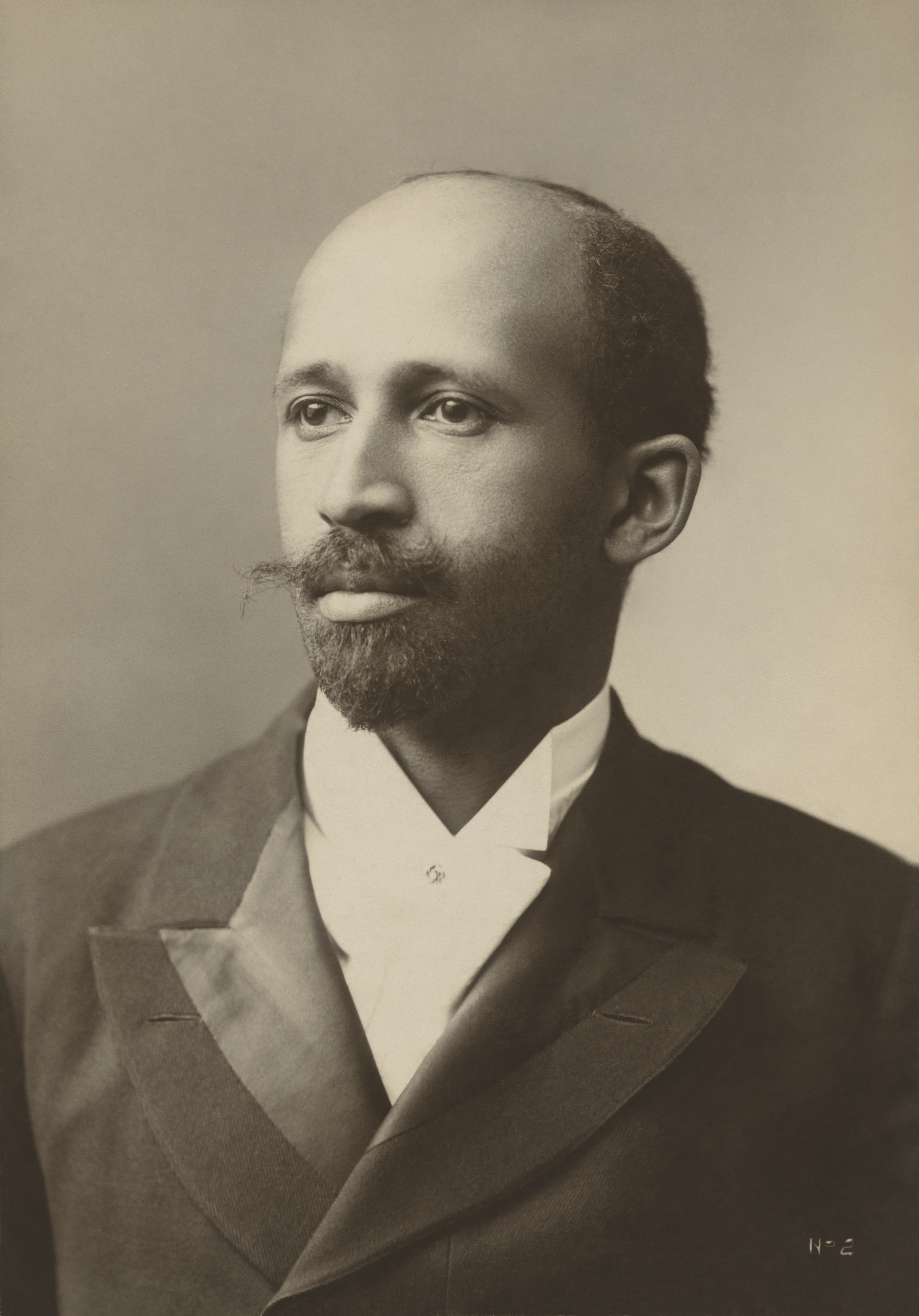
Portrait photographique de W.E.B. Du Bois par James E. Purdy.

En 1904, une réunion se tient au Carnegie Hall de New-York, où sont présents les tenants de la politique de compromis de Booker T. Washington et les tenants qui s'y opposent, groupe principalement animé par dirigé par W. E. B. Du Bois, William Monroe Trotter, et John Hope (professeur) (en). Le but de cette réunion est d'établir un terrain d'entente. Les négociations ayant échoué W. E. B. Du Bois, et William Monroe Trotter se réunissent en février 1905 pour élaborer une stratégie visant à contrer la politique de Booker T. Washington. Ils obtiennent le ralliement de Fredrick McGhee (en) et de C.E. Bentley.  Ensemble ils programment un meeting qui se tiendra dans l'ouest de l'État de New York.Y sont conviés plus d'une cinquantaine d'hommes d'affaires et de professionnels afro-américains connus pour leurs opinions anti-Booker T. Washington. C'est en cherchant un lieu adapté à cette réunion et préservé des espions de Booker T. Washington que W. E. B. Du Bois choisit un hôtel, le Erie Beach Hotel situé sur le versant canadien des chutes du Niagara,,.

#### La réunion

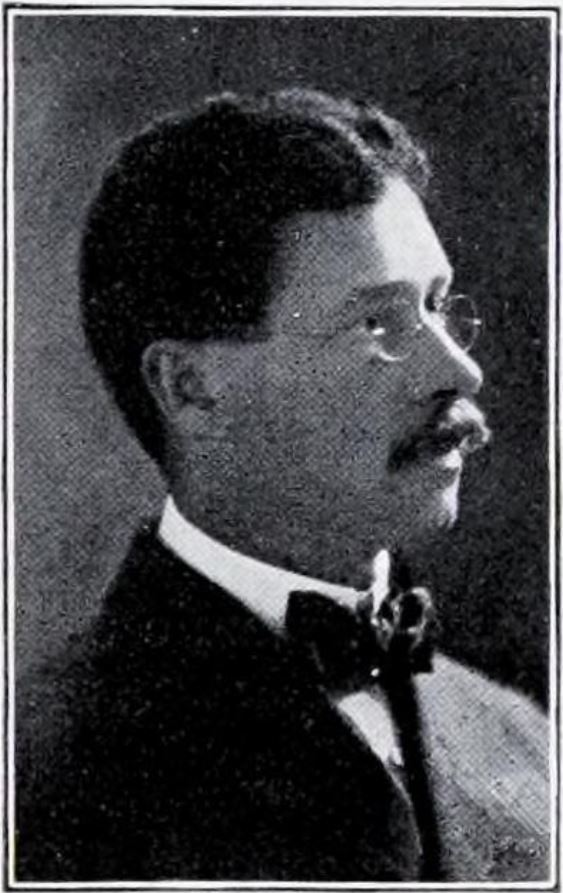
Portrait photographique de John Hope (professeur).

Du 11 juillet 1905 au 14 juillet 1905, près d'une quarantaine d'intellectuels et hommes d'affaires afro-américains fondent le Niagara Movement. Ce mouvement se donne pour mission de traiter le problème de l'égalité des droits civiques mise à mal principalement par les États du sud des États-Unis par la promulgation des lois dites Jim Crow et notamment, issue de ces lois la pratique des literacy tests, mise en place pour empêcher les citoyens appartenant aux minorités afro-américaines, hispaniques et latino-américaines et amérindiennes de s'inscrire sur les listes électorales,,,.
W. E. B. Du Bois est élu secrétaire général du Niagara Movement. La réunion se clôture avec l’adoption d'une déclaration de dix-neuf principes fondateurs de l'action du mouvement, principes visant principalement à repérer et lutter contre les préjugés racistes et l'état de pauvreté des Noirs, et en faveur du droit de vote, de la liberté d'expression, de l'abolition des classes sociales fondée sur l'appartenance ethnique et la couleur de peau, de l'abolition des lois Jim Crow dans les transports publics, de la reconnaissance de la dignité des travaux dits « manuels » et du droit d'envoyer les enfants suivre une scolarité digne de ce nom. Le point le plus important est d'utiliser le système législatif en vigueur pour faire avancer l'égalité des droits civiques,,.
À partir du mois de décembre 1905, W. E. B. Du Bois crée le Moon Illustrated Weekly hebdomadaire qui diffuse les buts et missions du Niagara Movement et ainsi gagner du terrain auprès de l'opinion américaine.
Le « Niagara Movement for Civil Rights » dépose ses statuts en janvier 1906 sans rencontrer d'opposition de la part du gouvernement fédéral de Washington.

#### La seconde réunion (1906)
Une seconde réunion du Niagara Movement se tient du 15 août 1906 au 18 août 1906 au Storer College (en) de la bourgade de Harpers Ferry dans l'État de Virginie-Occidentale, village connu pour le raid de John Brown commis en 1859. La nouveauté de cette réunion est l'adhésion des femmes au mouvement malgré les réserves de William Monroe Trotter. De nombreuses personnalités y prononcent des discours telles que le procureur de la Virginie Occidentale J. R. Clifford (en), le directeur de publication de The Voice of the Negro (en) Max Barber (en) du pasteur Reverdy C. Ransom (en), une conférence de Mary, la fille de J. R. Clifford, sur l'acception des femmes au sein du mouvement. La réunion se clôt après un pèlerinage nocturne au Fort de John Brown,.

#### La troisième réunion (1907)

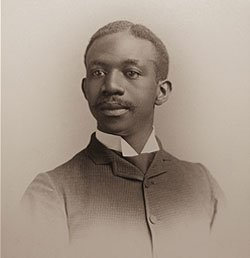
Portrait photographique de Clement G. Morgan.

En 1907, une troisième réunion se tient à Boston dans l'État du Massachusetts. Lors de cette réunion des oppositions émergent, notamment entre des membres fondateurs comme William Monroe Trotter et Clement G. Morgan (en) qui critiquent la mainmise de W. E. B. Du Bois sur le mouvement.

#### La quatrième réunion (1908)
En 1908, une quatrième réunion du Niagara Movement se tient dans la ville d'Oberlin, dans l'État de l'Ohio. Lors de cette réunion, certes de nouveaux venus viennent rejoindre le mouvement mais Mary White Ovington et Fredrick McGhee manquent à l'appel et William Monroe Trotter se sépare du mouvement en avril 1908 pour fonder la National Negro American Political League, qui est rejointe par de nombreux adhérents du Niagara Movement. Malgré ses efforts, W. E. B. Du Bois ne peut mettre fin à l'hémorragie.

#### L'émeutes raciale de Springfield (1908)

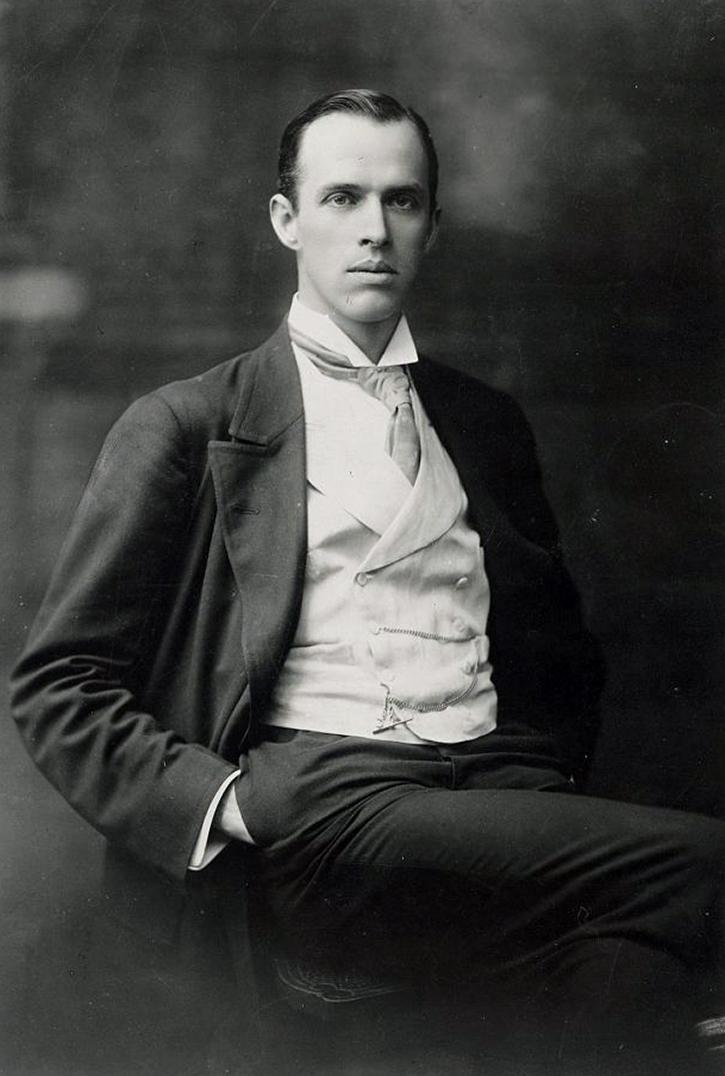
Portrait photographique de William English Walling.

Les émeutes raciales de Springfield, dans l'État de l'Illinois, qui se déroulent du 14 au 16 août 1908 où deux Afro-Américains sont lynchés et cinquante autres blessés soulignent la nécessité de disposer rapidement d'une organisation qui rassemble l'ensemble des voix américaines qui veut mettre fin à ce genre d'horreur. D'autant que ces émeutes viennent à suite d'autres émeutes comme celles de l'insurrection de Wilmington de 1898, émeute de la Nouvelle Orléans (1900) (en), les lynchages de la ville de Pierce City dans l'État du Missouri en 1901, les émeutes d'Atlanta de 1906 dans l'État de la Géorgie pour ne citer que les plus meurtrières. Le journaliste William English Walling (en) qui s'est rendu à Springfield pour y mener une enquête approfondie alerte ses lecteurs du The Independent (New York) (en) à se mobiliser pour dénoncer l'horreur des lynchages et assassinats qui sont autant de mépris envers la mémoire d'Abraham Lincoln et de sa sépulture. Son appel est entendu par Mary White Ovington,.

### La naissance de la NAACP
Après des échanges de courriers entre Mary White Ovington et William English Walling, ils conviennent d'une réunion dans la résidence new-yorkaise de William English Walling qui se tiendra le 12 février 1909, date qui coïncide avec le centième anniversaire de la naissance du président Abraham Lincoln. Entre-temps, ils sont rejoints par Henry Moskowitz (militant) (en). Le groupe décide la tenue d'une conférence sur la question de la « race » afin de créer une association comprenant des membres aussi bien noirs que blancs. Les premiers à répondre présents à ce projet sont Alexander Walters (en), l'évêque de l'Église épiscopale méthodiste africaine de Sion, William Henry Brooks de l'Église épiscopale méthodiste africaine , W. E. B. Du Bois, Oswald Garrison Villard. Ils lancent une proclamation The Call qui est un brûlot contre les discriminations raciales, la privation hors la loi du droit de vote, pamphlet adressé aussi bien envers les racistes des États du sud qu'envers l'indifférence des habitants des États du nord. The Call est signé par une soixantaine de réformateurs sociaux comme Jane Addams, John Dewey, Florence Kelley, Lilian Wald, Lincoln Steffens et parmi les signataires il y a les tenants de l'abolition des pratiques du lynchage comme Ida B. Wells, Francis James Grimké et Mary Church Terrell, la fondatrice de la National Association of Colored Women's Clubs,,.
En même temps, le National Negro Committee (en) organise une réunion à New York du 31 mai 1909 au 1er juin 1909, la plupart des trois cents participants sont des philanthropes et des réformateurs sociaux blancs, mais W. E. B. Du Bois, Ida B. Wells, Mary Church Terrell et William Monroe Trotter, le rédacteur en chef du Boston Guardian (en), prennent la tête des Afro-Américains présents.
À sa seconde assemblée générale du National Negro Committee qui se tient à New york le 30 mai 1910, l'organisation prend son nom actuel : la National Association for the Advancement of Colored People, sa mission est To promote equality of rights and eradicate or race prejudice among the citizens of the United States ; to advance the interest of colored people ; to secure for them impartial suffrage ; and to increase their opportunities for securing justice in the courts, education for their children, employement according to their ability and complete equality before the law. (« Promouvoir l'égalité des droits et mettre fin aux préjugés raciaux parmi les citoyens des États-Unis ; promouvoir la participation des gens de couleur ; leur assurer un suffrage impartial ;  d'accroître leurs chances d'obtenir justice devant les tribunaux, d'assurer l'éducation de leurs enfants, d'avoir un emploi selon leurs capacités et une totale égalité devant la loi. »),,.

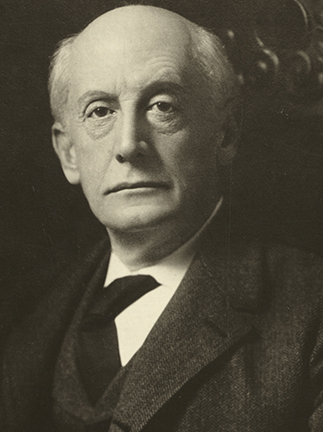
Portrait photographique de Moorfield Storey.

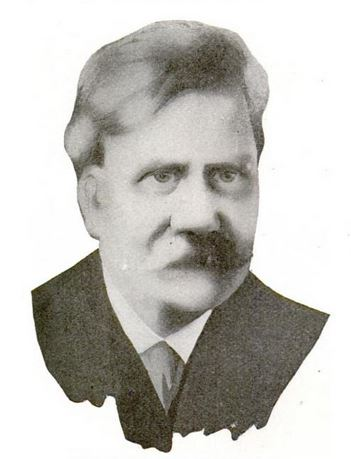
Portrait photographique de John E. Milholland.

Un conseil d'administration est élu, celui-ci désigne les dirigeants de la NAACP
- Président de l'association : Moorfield Storey (en), un juriste de Boston et ancien président de l'American Bar Association ,
- Président du conseil d'administration : William English Walling
- Trésorier : John Milholland
- Vice-trésorier : Oswald Garrison Villard,
- Secrétaire générale : Frances Blascoer (en)
- Directeur des relations publiques et de la documentation : W. E. B. Du Bois[16],[17].

Le montant des cotisations est fixé à 1 $ par an ou 500 $ pour une adhésion à vie,.
Par l'appui de Oswald Garrison Villard, la NAACP possède son bureau dans les locaux du New-York Evening Post à titre gracieux, trois mois après, elle ouvre une antenne à Chicago,.
Il est à noter la prédominance des Blancs quant à la direction de la NAACP, le seul Afro-Américain qui y siège étant W. E. B. Du Bois. Ce déséquilibre crée des conflits, W. E. B. Du Bois réclamant une indépendance totale quant à ligne éditoriale de son magazine The Crisis.

### Lancement du magazineThe Crisispar W. E. B. Du Bois

#### Un lancement réussi
Pour faire connaître les missions et activité de la NAACP, W. E. B. Du Bois, fonde le magazine The Crisis qui devient l'organe officiel de la NAACP. Le premier numéro de 16 pages sort en novembre 1910 avec un tirage de 1 000 exemplaires, six mois plus tard il se vend à 10 000 exemplaires et à la fin de l'année 1915 il se vend à 32 000 exemplaires. The Crisis est lu aussi bien par des Afro-Américains que par des Blancs,,.

#### Les contenus

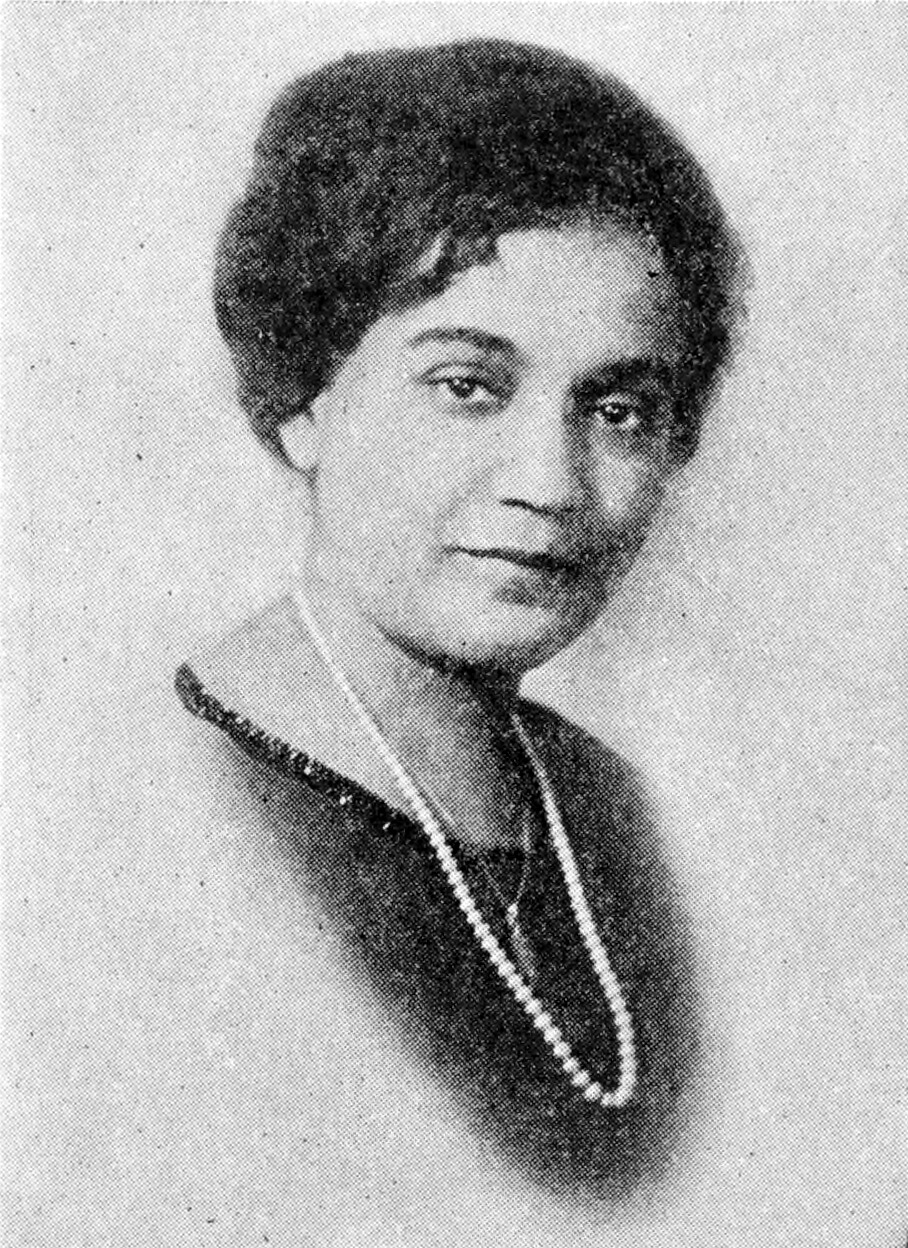
Portrait photographique de Jessie Redmon Fauset

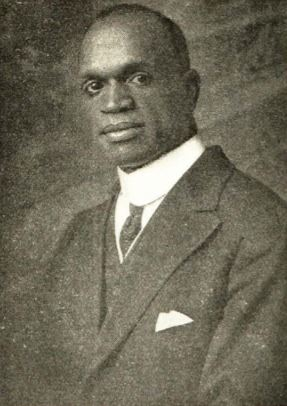
Portrait photographique de Augustus Granville Dill.

En plus des articles consacrés à aux problèmes des relations interraciales The Crisis valorise les actions de personnes qui se font remarquer pour la promotion des gens de couleur par la création d'une rubrique « La personne du mois », d'autres articles font état des mouvements d'abolition de la ségrégation partout dans le monde, d'autres se focalisent sur les succès universitaires des étudiants afro-américains et pour certain leur admission à la prestigieuse fraternité étudiante Phi Beta Kappa. Des poèmes ou des nouvelles de jeunes écrivains afro-américains sont publiées. La jeune poète et romancière Jessie Redmon Fauset est embauchée comme rédactrice en chef responsable de la rubrique littéraire et à ce titre fait partie du comité de rédaction du magazine. Parallèlement, Augustus Granville Dill (en) est embauché comme directeur commercial de The Crisis.

### La réaction de Booker T. Washington

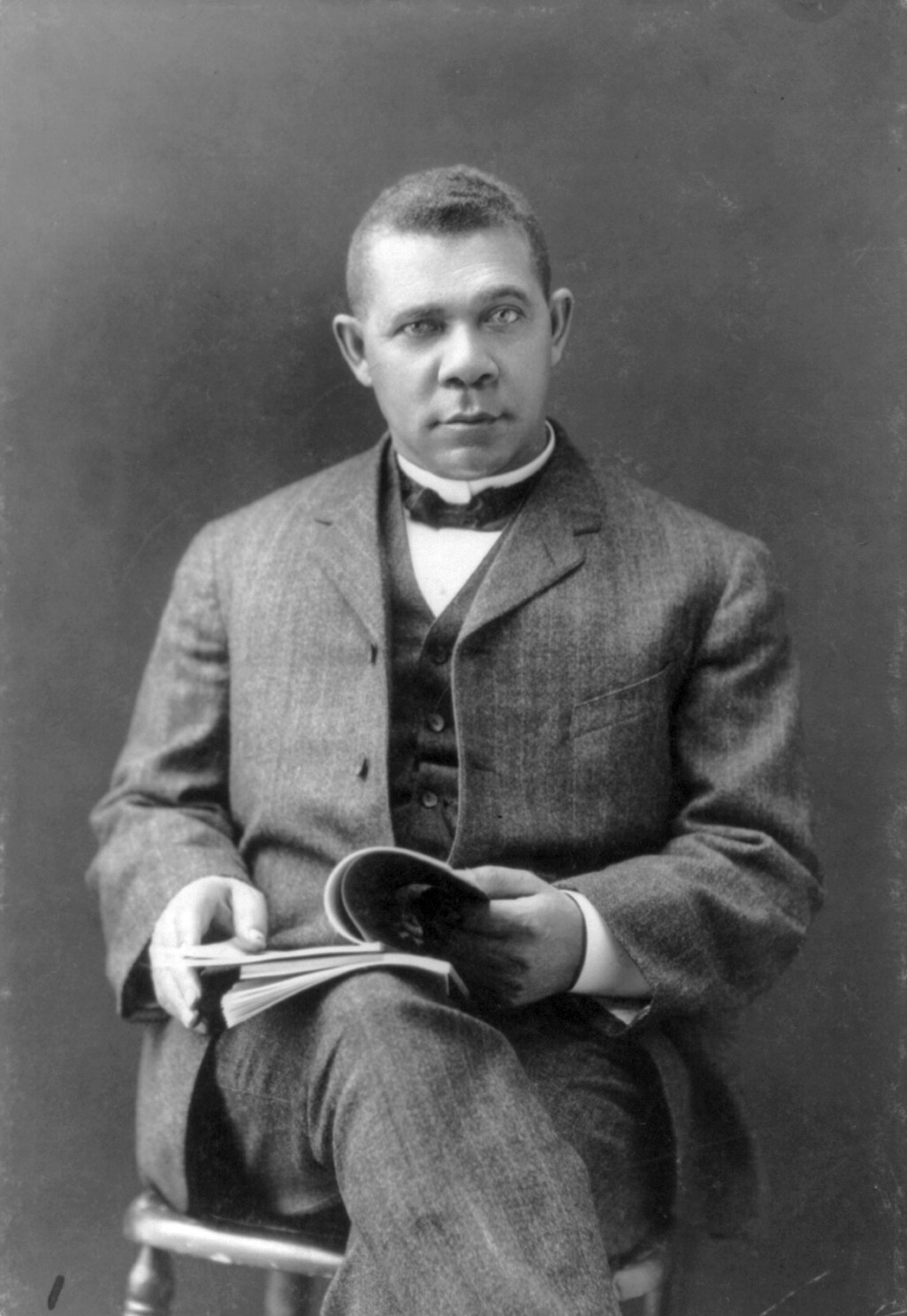
Portrait photographique de Booker T. Washington réalisé en 1903.

Le lancement du magazine avec son succès donne un avantage certain à la NAACP sur l'influence de l'institut Tuskegee, et c'est sans surprise que Booker T. Washington voit dans la création de la NAACP et une menace quant à son leadership sur la communauté afro-américaine. D'autant qu'il est devenu évident que la politique d’accommodement préconisée par Booker T. Washington, découlant du Compromis d'Atlanta n'est restée que vœux pieux n'ayant eu aucun effet sur la montée des lois Jim Crow et de leurs violences. Oswald Garrison Villard qui pendant longtemps a soutenu Booker T. Washington, invite ce dernier à participer à la National Negro Committee (en), mais Booker T. Washington décline l'invitation. Il faut attendre 1915, année de la mort de Booker T. Washington pour que des rapprochements puissent se faire entre les anciens de l'institut Tuskegee, et la NAACP.

### Le soutien des intellectuels juifs

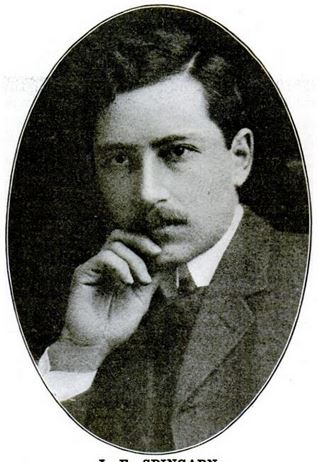
Portrait photographique de Joel Elias Spingarn.

Parmi les premiers soutiens de la NAACP, il faut citer la présence de nombreux intellectuels issus de la communauté juive comme l'universitaire Joel Elias Spingarn (en), de son frère Arthur B. Spingarn (en), un juriste de premier plan. De 1913 à 1939, date de sa mort, Joel Elias Spingarn assure les fonctions de trésorier de la NAACP et président du bureau des directeurs de section et sera président de la NAACP. Arthur B. Spingarn prend la suite de son frère en assurant la présidence de la NAACP de 1940 à 1965. Il y a également le spécialiste du droit constitutionnel Louis Marshall (en), l'anthropologue Franz Boas, l'homme d'affaires Julius Rosenwald, président de la Sears, Roebuck and Company,.

### Les premières années de la NAACP (1910-1919)

#### Tenir
L'expansion de la NAACP est rapide. Après les créations des sections de New York, Boston, Chicago, Philadelphie, Baltimore et Washington, à la fin de l'année 1914, elle a plus de 50 sections sur l'ensemble du territoire américain. Le nombre des adhérents passe de 1 100 membres en 1913, à 78 785 membres en 1916,.

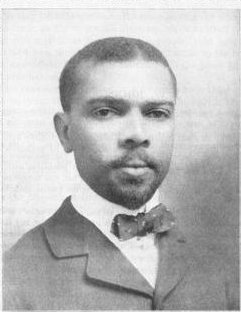
Portrait photographique de James Weldon Johnson.

Les difficultés d'implantions sont dans les États du Sud, comme la Louisiane ou la Floride, ainsi les sections de la Nouvelle Orléans, Shreveport et Key West comptabilisent à elles trois, seulement 348 membres. Il faut attendre 1917 avec la venue 1917 de James Weldon Johnson pour assister à un développement des sections dans les États du Sud, ainsi en 1920, 131 sections des 310 sections de la NAACP sont implantées dans le sud.
Le problème de la NAACP est de se maintenir dans le temps malgré les critiques négatives des soutiens de Booker T. Washington et celles des conservateurs blancs qui qualifient la NAACP d'extrémiste. D'une façon générale, la presse américaine donne une image peu favorable de la NAACP, quant à la presse des États du Sud elle porte les attaques les plus, violentes, The Crisis, dans certaines villes de ces États est interdit à la vente, il y est même impossible de créer des sections de la NAACP, la moindre velléités en la matière suscite des représailles de la part de foules violentes et haineuses.

#### La médaille Spingarn

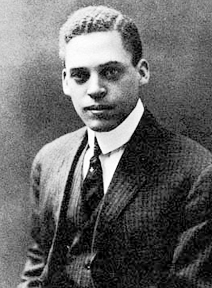
Portrait photographique d'Ernest Everett Just.

En 1913, Joel Elias Spingarn crée la médaille Spingarn qui récompense un Afro-Américain pour ses contributions majeures à la vie culturelle, scientifique, politique américaine. Le premier récipiendaire de cette médaille est décerné en 1915 à Ernest Everett Just, un professeur de l'université Howard.

#### Le soutien de l'église catholique

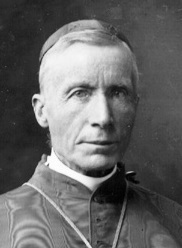
Photographie de James Gibbons, archevêque de Baltimore.

Lors de sa sixième conférence annuelle qui se tient à Baltimore, la NAACP reçoit le soutien de l'archevêque de la ville James Gibbons.

#### Les premières actions (1911-1919)

##### La lutte contre les lynchages

###### John Haynes Holmes

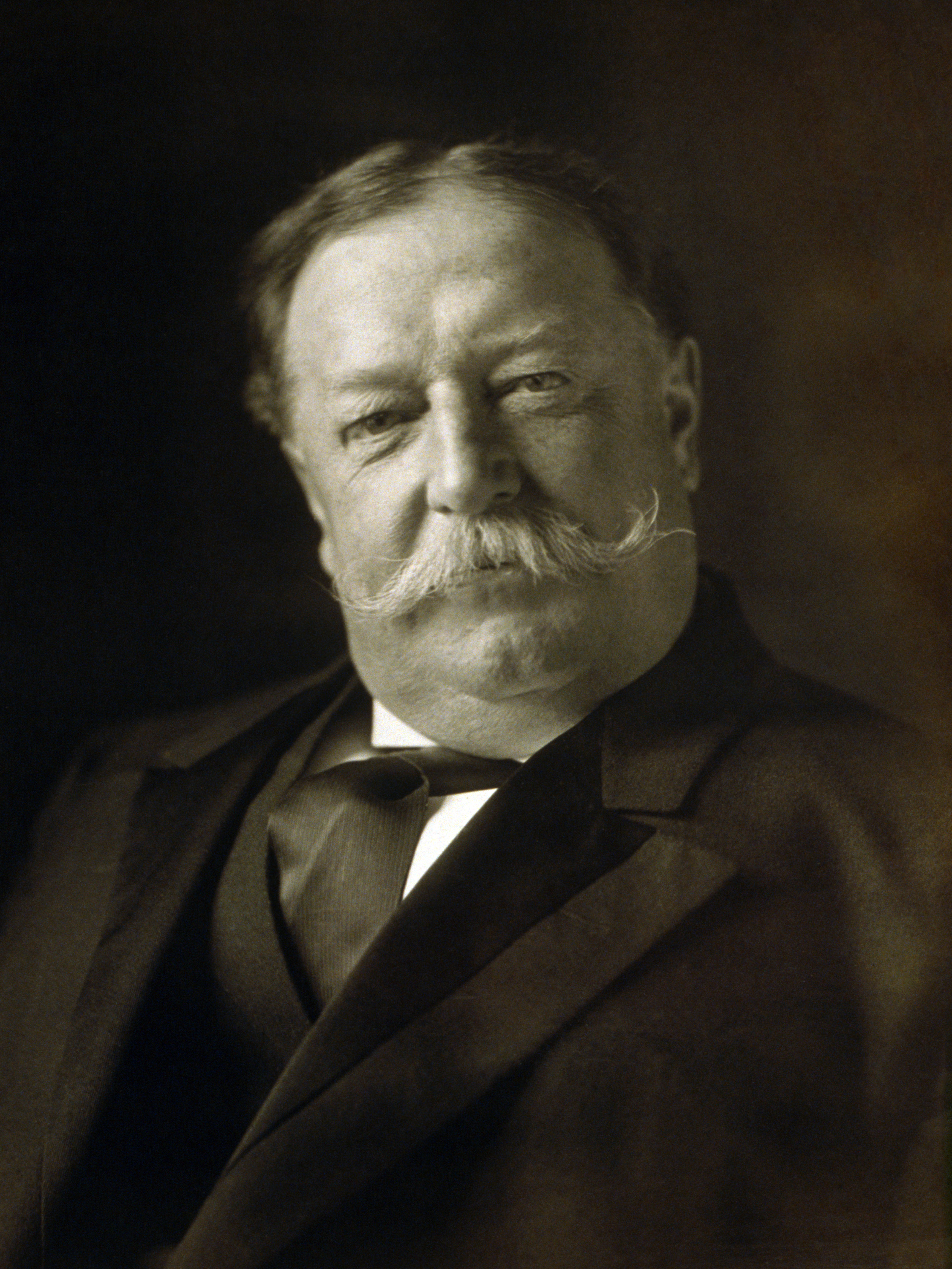
Portrait photographique de William Howard Taft.

En décembre 1911 le pasteur unitarien de New York, John Haynes Holmes (en) reçoit des menaces de mort par lynchage écrites sur une carte postale. John Haynes Holmes transmet immédiatement la carte postale à la NAACP. Le magazine The Crisis publie de nombreux articles dénonçant les actes de lynchages, et fait état d'une centaine de lynchages en 1911, de 63 lynchages en 1912 et de 79 lynchages pour l'année 1913. La NAACP envoie de ses membres pour mener des enquêtes et recueillir des preuves exploitables par les juristes de la NAACP pour mener des actions en justice. Le 20 avril 1911, la bourgade de Livermore dans l'État du Kentucky est le théâtre d'un acte de lynchage particulièrement odieux, un Afro-américain soupçonné d'avoir assassiner un Blanc est attaché à un poteau au centre de la scène de l'opéra local et les autorités invitent les citoyens de Livermore à se rendre à l'opéra pour vider leur revolver sur l'accusé. Choquée et épouvantée, la NAACP font appel au président William Howard Taft pour qu'il intervienne ainsi qu'au président de la Chambre des représentants des États-Unis et à la commission des affaires judiciaires du Congrès. En vain, le président William Howard Taft déclare qu'il ne peut pas intervenir que c'est une affaire locale relevant des autorités de l'État du Kentucky, Oswald Villard envoie un courrier au gouverneur du Kentucky, lettre laissée sans réponse.

###### Albert E. Pillsbury

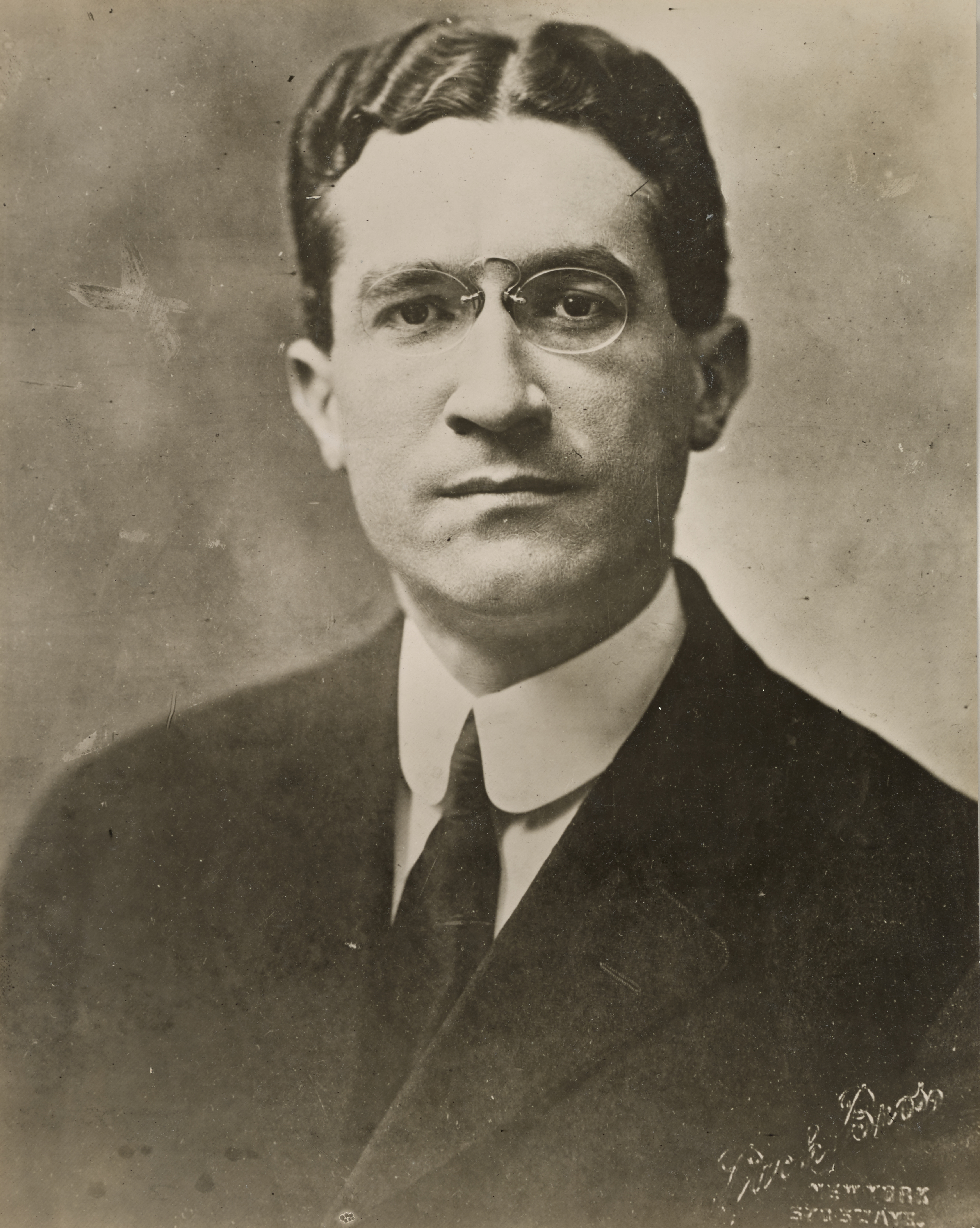
Portrait photographique de John Haynes Holmes.

Photographie de la marche du 28 juillet 1917.

En 1912, Albert E. Pillsbury (en) ancien procureur général de l'État du Massachusetts et membre du conseil d'administration de la NAACP écrit un article publié par la Harvard Law Review, dans lequel il rappelle que les États-Unis ont un devoir de protection et de garantir le droit à la sécurité envers tous ses citoyens sur l'ensemble de son territoire, or il apparaît que dans plusieurs États ces devoirs et droits sont ignorés en laissant des foules commettre impunément des actes de lynchages sans risquer quelques poursuites que ce soit. Il conclut son article par un appel à l'établissement d'un loi prohibant les actes de lynchages en se fondant par leurs caractères contraires à la Constitution. Cet appel, comme d'autres avant, reste lettre morte, c'est pourquoi de nombreux Afro-Américains quittent les États du Sud pour s'installer dans les États du Nord. En 1917, W. E. B. Du Bois estime que plus de 250 000 Afro-Américains ont quitté le Sud pour le Nord depuis le début du XXe siècle. Les nouveaux arrivants ont souvent des difficultés pour trouver du travail, ne trouvant que des emplois subalternes, mal payés et devant s'entasser dans des taudis où prolifèrent la violence et les criminels.

###### Le massacre de East St. Louis
En 1917, éclate à East Saint Louis, dans l'État de l'Illinois, une émeute raciale contre les Afro-Américains, elle commence le 2 juillet 1917, pendant cette journée, des centaines d'Afro-Américains sont assassinés ou blessés, aussi bien par des miliciens que par des policiers, les quartiers noirs sont incendiés, 6 000 Afro-Américains se trouvent sans logis. Paradoxalement, ce sont les Afro-Américains qui sont déclarés responsables de cette émeute et plusieurs d'entre eux sont arrêtés pour ce motif. Dès que la NAACP prend connaissance des faits, elle alerte les autorités et les médias pour que ces faits ne puissent plus arriver. Le 28 juillet 1917, plus de 10 000 Afro-Américains de tout âge et tout sexe défilent dans les rues de New York avec le son des tambours funèbres, en scandant des slogans patriotiques et religieux,.

###### Les appels auprès du président Woodrow Wilson
La NAACP envoie différents courriers au président Woodrow Wilson, en vain, c'est le procureur général des États-Unis qui répond en que depuis l'entrée en guerre des États-Unis, le gouvernement n'intervient que pour des faits relevant de l'effort de guerre. Malgré tout James Weldon Johnson persévère tant et si bien que le président Woodrow Wilson lui promet de « chercher le moment favorable » pour mettre fin aux actes de lynchages.
En 1918, les responsable de quarante quatre sections de la NAACP, s'adressent au président Woodrow Wilson pour qu'il condamne les lynchages lors de son discours célébrant le Jour de l'Indépendance du 4 juillet, ce qu'il ne fit pas. Toutefois, lors d'une conférence publique en date du 26 juillet 1918, le président Woodrow Wilson demande officiellement aux américains de mettre fin aux actes de lynchage en déclarant « qu'il lui est impossible de vivre parmi des gens qui soutiennent de telles pratiques ». Immédiatement la NAACP tire le texte de la conférence à 50 000 exemplaires.

###### John Shillady
En avril 1918, le conseil d'administration de la NAACP embauche John Shillady comme secrétaire général et pour le seconder Walter White issu de la section d'Atlanta. Parmi les premières décisions de John Shillady, il y a celle de créer deux équipes chargées d'enquêter sur les différents actes de lynchages de 1889 à 1918, d'en établir le nombre, les lieux, les dates. Pour cela, les enquêteurs consultent la Bibliothèque du Congrès où sont archivés les différents journaux et revues publiés sur l'ensemble du territoire des États-Unis. Ils découvrent que parmi les dix États pratiquant plus d'une centaine de lynchages pour la période de 1889 à 1918, vient en tête de liste, l'État de la Géorgie avec 386 actes de lynchage. Les motifs de cette pratique sont le soupçon de viol d'une femme blanche, au fait de ne pas descendre du trottoir pour laisser le passage à un Blanc, etc. Les différents témoignages, récits de plus d'une centaine d'actes de lynchage sont publiés par la NAACP en 1919 dans un rapport Thirty Years of Lynching in the United States, 1889-1918. Ce livre est envoyé aux rédaction des journaux, à différentes personnalités politiques et aux leaders d'opinions.

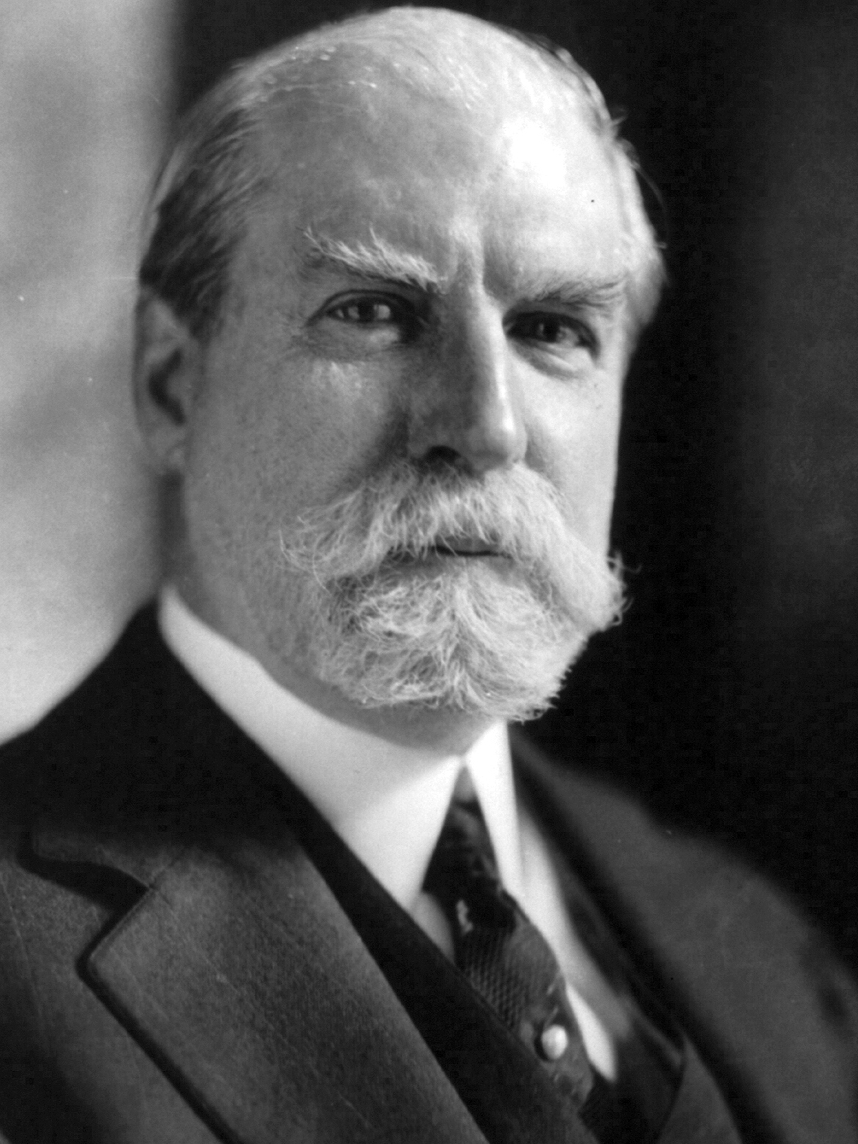
Portrait photographique de Charles Evans Hughes.

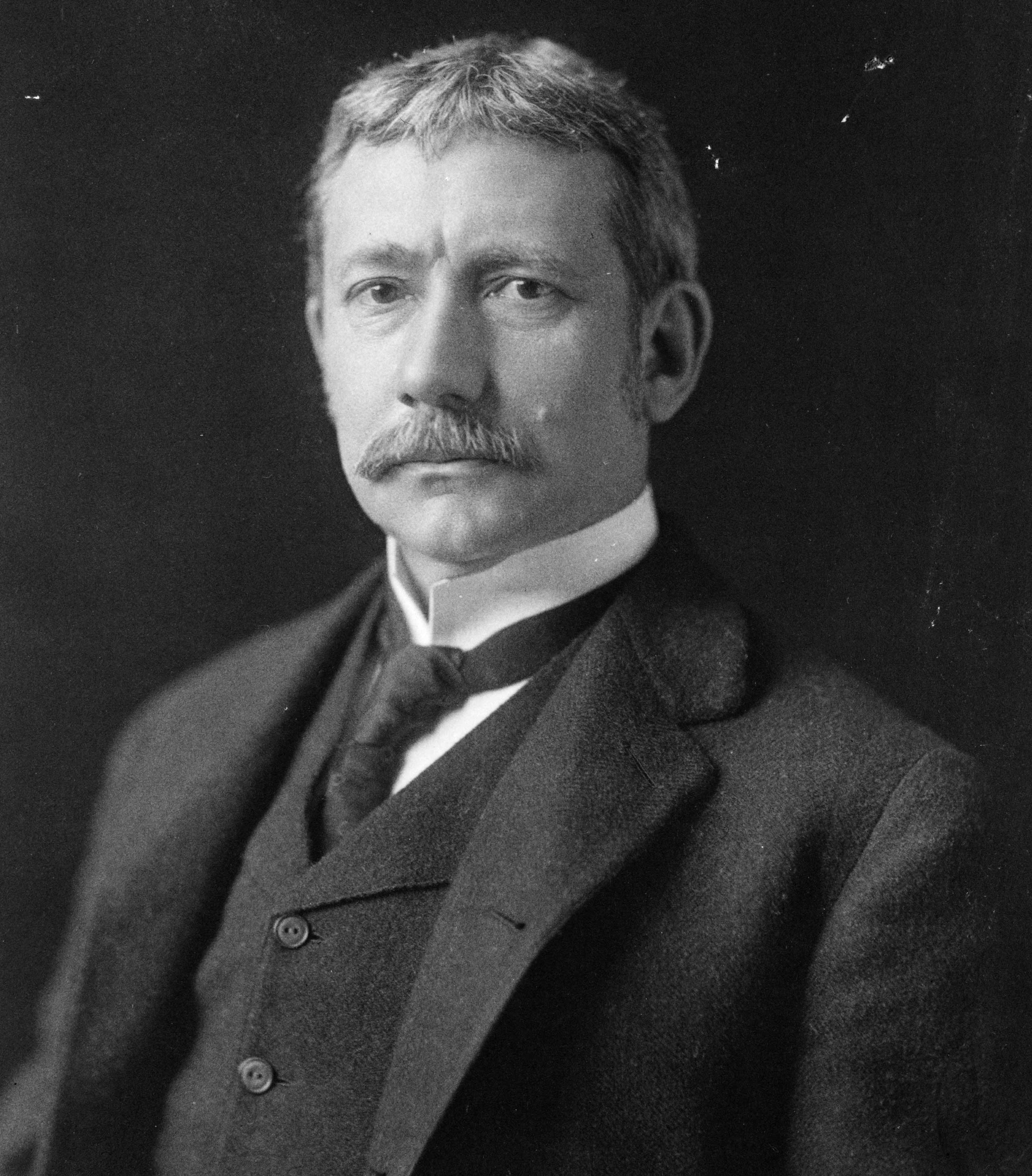
Portrait photographique de Elihu Root.

La NAACP organise la National Conference on Lynching sur les horreurs des lynchages qui se tiendra du 5 au 6 mai 1919 au Carnegie Hall de New York. Les appels à venir participer à cette conférence recueillent les signatures de Elihu Root, Charles Evans Hughes de trois anciens gouverneurs, de dix-sept personnalités des États du Sud. À la suite de cette conférence, un document « An Address to the Nation on Lynching » signés par les personnes ayant appelé à participer à la National Conference on Lynching est envoyé à William Howard Taft, actuel président de l'université de Princeton, au gouverneur du Tennessee, à l'évêque de l'Église épiscopalienne du Mississippi afin que ces derniers fassent pression sur le Congrès pour que soit votée une loi prohibant le lynchage,,.

###### L'Été Rouge
À partir du mois de juin 1919 commence ce qui est appelé l'été rouge. Cela commence à Longview, dans l'État du Texas ou des Blancs massacrent des soldats afro-américains démobilisés. Ce premier massacre se répand dans différentes villes des États-Unis comme Chicago, Omaha, Knoxville, Washington. L'émeute de Washington dure pendant trois jours. Émeutes qui sont autant de guerres civiles où les Afro-américains sont exécutés sans sommation et à l'aveugle, soit par lynchage ou par armes à feu. Le nombre de tués par acte de lynchage est estimé à 79 Afro-Américains.

###### L'agression de John Shillady
En plein milieu de l'été rouge, John Shillady se rend à Austin dans l'État du Texas pour rencontrer les autorités qui veulent faire fermer la section locale de la NAACP. Il est pris violemment à partie par un groupe de Blancs dont un constable et un County judge (en). Après avoir reçu les soins pour guérir de ses blessures, ou tout du moins en soulager les douleurs, John Shillady prend le premier train pour New York. Un journaliste de l'Associated Press rédige un article au sujet de l'Attack on John Shillady (en). Dès qu'il descend du train, il est accueilli par des Afro-Américains qui l'acclament tel un héros. Plus que de ses ecchymoses et de ses estafilades, John Shillady souffre du fanatisme, de l'étroitesse d'esprit de ses agresseurs, il en est profondément affligé. Son amie Mary Ovington rapporte que John Shillady est traumatisé, il se retire de la NAACP avec des paroles amères, sceptiques, désespérant de la capacité des Blancs à pouvoir accepter l'égalité des droits civiques pour les gens de couleur.

##### Le droit de vote
La NAACP intervient sur projet de l'État de l’Oklahoma de faire passer une loi annulant la clause du grand-père, si cette action de la NAACP aboutissait, alors cela permettrait à de nombreux Afro-Américains, pauvres ou illettrés, de voter sans devoir se soumettre aux literacy tests. De recours en recours, la question est posée à la Cour suprême qui rend un avis annulant la clause du grand-père. Cette décision de la Cour suprême est probablement une des plus graves atteintes à la dignité des Afro-Américains.

##### L'armée
La NAACP réussit à faire libérer un soldat afro-américain de la prison militaire d'Honolulu, soldat injustement déféré devant la cour martiale du territoire d'Hawaï.

##### La fonction publique fédérale

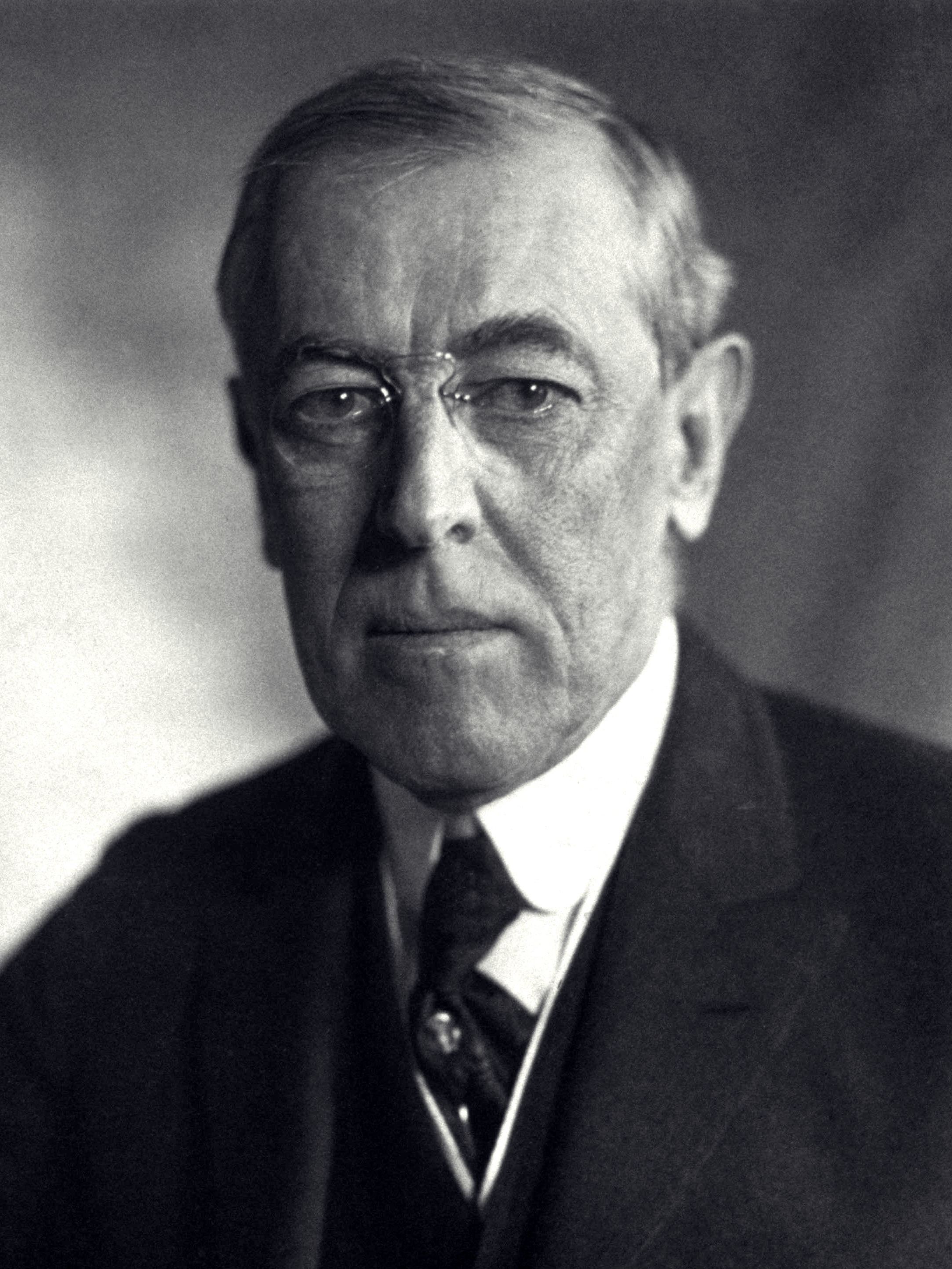
Portrait photographique du président Woodrow Wilson.

La NAACP mobilise plus de 6 000 personnes à proximité de la Maison-Blanche pour protester contre la montée grandissante de la ségrégation au sein des emplois fédéraux sous la présidence de Woodrow Wilson.

##### The Birth of a Nation

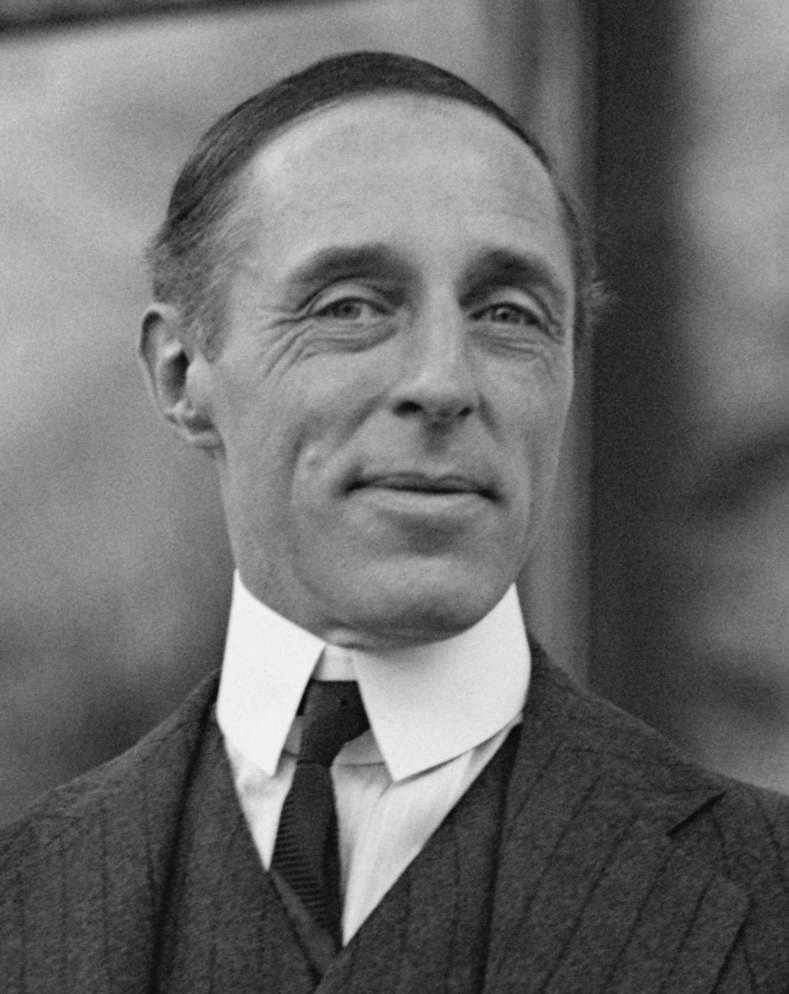
Portrait photographique de David Wark Griffith.

En 1915, la section de Los Angeles proteste contre la sortie du film The Birth of a Nation / Naissance d'une nation réalisé par D. W. Griffith d'après le roman The Clansman: A Historical Romance of the Ku Klux Klan (en) de Thomas F. Dixon Jr.. La NAACP proteste contre les mensonges du film et ses inexactitudes, comme le fait de présenter la période dite de la Reconstruction comme une prise de pouvoir par les Afro-Américains réputés corrompus et grossiers. La scène la plus repoussante étant la reprise du mythe du « nègre violeur de femme blanche » dans laquelle une belle femme blanche se donne la mort en se précipitant du haut d'une falaise pour échapper à un Noir qui veut la violer. Les cavaliers de la nuit du Ku Klux Klan sont dépeints comme les protecteurs de femmes blanches et la défense de l'honneur du sud,.
Les actions de la NAACP aboutissent à l'interdiction de la projection du film dans les États de l'Ohio et du Kansas ainsi que dans diverses villes du territoire des États-Unis. Le président de l'université Harvard Charles William Eliot (en), l'historien Albert Bushnell Hart et le philanthrope George Foster Peabody (en) se demanderons si " ces actions certes nécessaires, ne faisaient-elles pas une publicité gratuite pour le film ? D. W. Griffith ne devient-il pas un martyr de la liberté d'expression ?" .
Publicité double, car les actions de la NAACP attirent l'attention du public sur cette nouvelle organisation et sur un accroissement du nombre de ses adhérents qui passe de 329 adhérents en 1912, à 91 203 adhérents en 1919,.

#### Changements
Durant l'été 1916, la NAACP tient une conférence à Amenia dans l'État de New York. Lors de celle-ci, Joel Elias Spingarn est confirmé dans sa charge de président du conseil d'administration, son élection permet le rapprochement avec de nombreux leaders tant Blancs qu'Afro-Américains de joindre les rangs de la NAACP. Par ailleurs, il est demandé de renforcer le rapprochement avec les soutiens de Booker T. Washington et de négocier la promotion de James Weldon Johnson comme secrétaire général de la NAACP, promotion finalisée en 1920,.

#### L'entrée dans la Première Guerre mondiale
L'entrée des États-Unis dans la Première Guerre mondiale provoque des controverses et des polémiques au sein de la population et au sein même de la NAACP, notamment de la part de pacifistes tels que Jane Addams, Mary Ovington, Oswald Garrison Villard auxquels s'opposent deux récipiendaires de la médaille Spingarn et Royal Freeman Nash (en), le trésorier de la NAACP, qui se sont portés volontaires pour entrer dans les forces armées américaines. De son côté, Joel Elias Spingarn défend la création de camps de préparation au grade d'officier spécialement dédiés aux Afro-Américains pour que ces dernier puissent accéder aux plus hauts grades comme les autres. En septembre 1917, plus de 600 Afro-Américains reçoivent leur feuille de route pour se rendre au camp de préparation au grade d'officier de Des Moines dans l'État de l'Iowa. Les volontaires afro-américains découvrent que, malgré leur patriotisme, ils sont l'objet de diverses marques de discriminations.

### Les Années 1920-1929

#### La succession de John Shillady
En janvier 1921, après la démission de John Shillady, James Weldon Johnson prend sa succession au poste de secrétaire général de la NAACP, faisant de lui le premier afro-américain accédant à ce poste,.

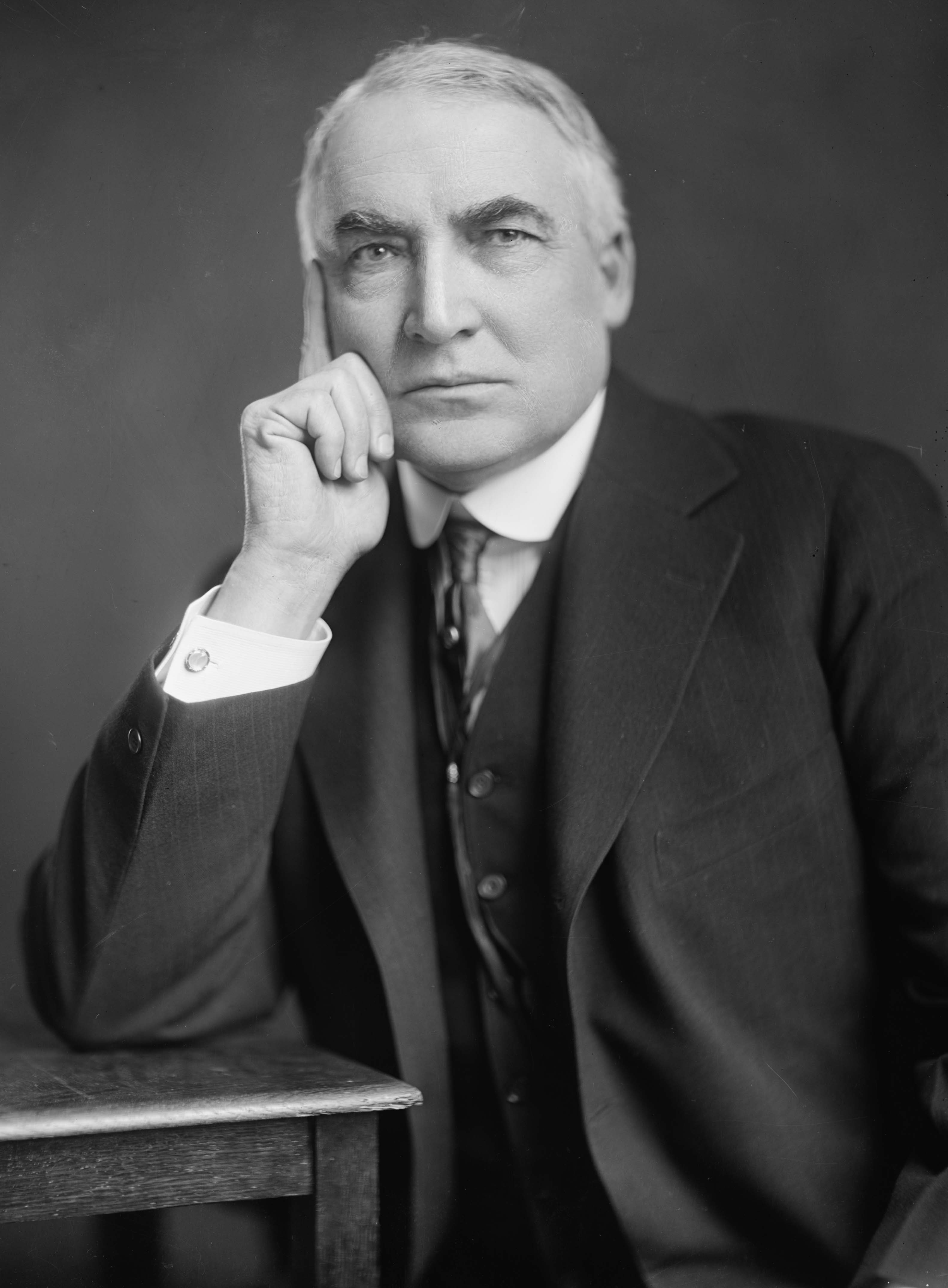
Portrait photographique de Warren G. Harding

#### Le soutien à Warren G. Harding, espérances et déceptions
La NAACP, du fait du nombre de ses adhérents et donc de son influence est maintenant capable de jouer un rôle décisif sur les élections. C'est grâce à son soutien que le républicain Warren G. Harding est le vainqueur de l'élection présidentielle américaine de 1920, et que les Républicains sont majoritaires à la Chambre des représentants et au Sénat. Forte de son poids, la NAACP par la voix de W. E. B. Du Bois demande au président Warren G. Harding de prendre des décisions pour interdire les actes de lynchages, mettre fin à la ségrégation, comme il s'y étant engagé lors de sa campagne pré-présidentielle.
James Weldon Johnson rend visite au président Warren G. Harding en janvier 1921 ; la conversation est cordiale, mais Warren G. Harding reste très évasif quant aux propositions émise par son interlocuteur. Visiblement, il ne comprend pas la situation des Afro-Américains.

#### La reprise de la lutte pour l’obtention d'une loi prohibant les lynchages (1920-1922)

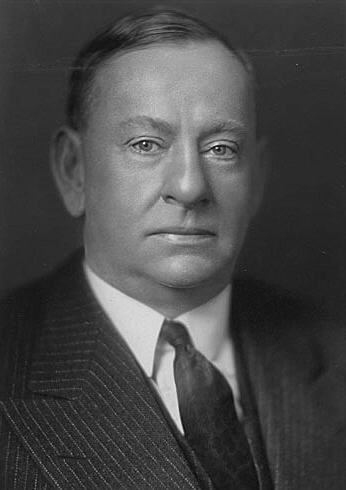
Portait photographique de Leonidas C. Dyer.

##### Leonidas C. Dyer et le succès à la Chambre des représentants
James Weldon Johnson contacte Leonidas C. Dyer (en) le représentant républicain de la ville de Saint Louis dans l'État du Missouri à la Chambre des représentants ; ce dernier a déjà présenté des projets de loi condamnant la pratique du lynchage, mais en vain. Cette fois-ci, il pense qu'il y parviendra. De son côté, James Weldon Johnson fait du lobbying auprès de la Commission judiciaire de la Chambre des représentants des États-Unis pour qu'elle approuve un projet de loi anti-lynchage. Le projet de loi est présenté par Leonidas C. Dyer en avril 1921, cette loi prévoit que toute personne participant à un acte de lynchage soit poursuivie pour crime fédéral, qu'elle est passible d'être condamnée à une amende de 5 000 $ et de cinq ans de prison, quant aux autorités du comté qui ont autorisé le lynchage, elles devront verser une indemnité d'un montant de 10 000 $ à la famille de la victime. Le projet de loi est examiné la Commission judiciaire de la Chambre des représentants. James Weldon Johnson espère que son action de lobbying va porter des fruits. Le 20 octobre 1921, la commission autorise le projet de loi à être inscrit à l'ordre du jour de la Chambre,.

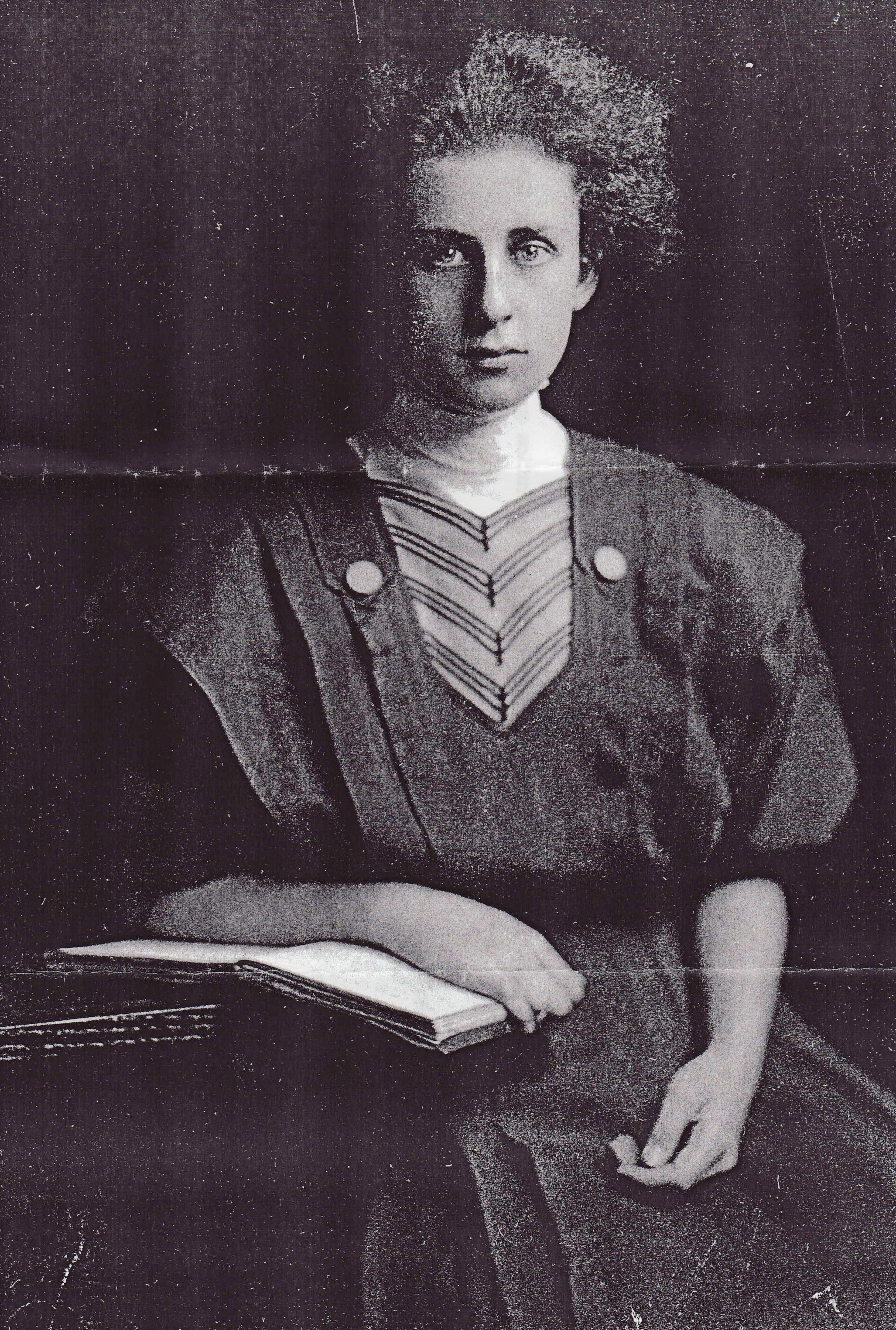
Portrait photographique de Martha Gruening.

Apprenant cette nouvelle, la NAACP se mobilise pour écrire aux membres du Congrès afin qu'ils soutiennent cette loi. Le 25 janvier 1922, le projet de loi est soumis aux membres de la Chambre des représentants. Les représentants du Texas et du Mississippi s'opposent au projet de loi, arguant que les actes de lynchages sont justifiés par la colères suscitée envers les auteurs coupables de viols sur des femmes blanches. James Weldon Johnson démonte l'argument de ces représentants sudistes en montrant chiffres et documents en main que lors des trente deux années précédentes moins de 17 % des 3 224 lynchages concernait des supposés auteurs de viol en revanche 64 Afro-Américaines ont été assassinées par lynchages, documentation réalisée par l'assistante du secrétaire général de la NAACP, Martha Gruening (en) avec la collaboration de la journaliste Helen Boardman. Cet argument est repris par les représentants qui veulent que le projet de loi passe. Au bout de deux journées de débats le projet de loi est adopté par la Chambre des représentants avec 230 voix, contre 119 voix,,,.

##### Blocage et abandon de la loi au Sénat
C'est une demie-victoire, pour que la loi puisse être promulguée, il faut qu'elle soit approuvée par le Sénat. La loi est examinée par la commission des lois du Sénat pendant deux semaines. La NAACP en profite pour contacter ses divers soutiens, Elle recueille une pétition signée par 24 gouverneurs, 39 mayors (maires), 47 juges, 88 évêques, 29 présidents d'établissement universitaire, 30 directeurs de publication et autres personnalités américaines, pétition envoyée aux membres du Sénat pour qu'ils approuvent la loi anti-lynchage. Après ses auditions, la commission des lois du Sénat autorise la loi à être soumise au Sénat. Le 21 septembre 1922 la loi est à l'ordre du jour du Sénat. Les sénateurs démocrates bloquent le vote en multipliant les obstructions, bloquant le Sénat. Le 2 décembre 1922, malgré un appel de la NAACP au président Warren G. Harding, les sénateurs républicains abandonnent leur soutien à la loi. Pendant ce temps trois afro-américains sont brûlés vifs Lynching in Kirvin, Texas (en),,.

##### Résultats
Pour James Weldon Johnson, même si la loi est abandonnée, il demeure que le problème de la pratique des actes de lynchages fut portée à la connaissance du grand public. La mobilisation de la NAACP sur l'ensemble du territoire des États-Unis par l'intermédiaire de ses diverses sections locales marque une date quant à l'émancipation des Afro-Américains quant à l'exercice de leur droit de vote. Les élections locales de 1923 à Chicago et Baltimore montrent une tendance de l’électorat noir à voter en dehors des pressions exercées par les partis,.

#### Le soutien de la NAACP à Robert La Follette (1924)

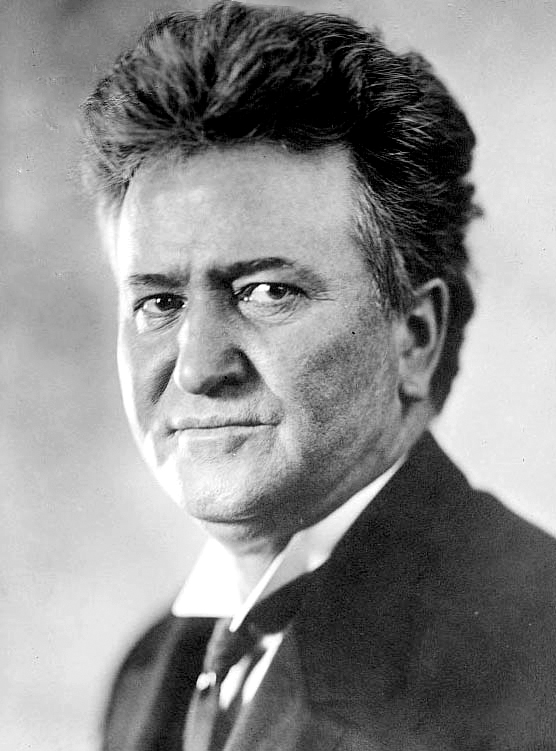
Portrait photographique de Robert M. La Follette, Sr.

Le sénateur du Wisconsin, Robert Marion La Folette leader des républicains progressistes dès 1909 se fait connaitre par son opposition au président William Howard Taft. Plus tard, en 1924, il crée le Parti progressiste et se présente à l'élection présidentielle américaine de 1924 contre le candidat républicain Calvin Coolidge et le candidat démocrate John W. Davis, il perd avec 4 833 821 voix. Pendant sa campagne, il rallie les voix des membres de la NAACP à suite de sa convention nationale de juillet 1924. La NAACP envoie des délégués auprès de la convention du Parti Progressiste de 1924 qui se tient à Cleveland. Robert M. La Follette dénonce les activités du Ku Klux Klan avec le soutien du Independant Colored Voters La Follette-for président Club (« Club des électeurs indépendants de couleurs pour la victoire de La Follette à la présidence »). W.E.B. Du Bois apporte son soutien plein et entier à Robert M. La Follette alors que James Weldon Johnson et Walter White se montrent plus réservés. Cependant lors de élection présidentielle américaine de 1924, plus d'un million de voix afro-américaines votent pour Robert M. La Follette. La mort de La Follette, le 18 juin 1925, signe la fin du Parti Progressiste et l'espoir d'un parti qui soutiendrait les causes défendues par la NAACP,.

#### La lutte pour l'obtention du droit de vote sans restrictions réglementaires (1910-1932)
Depuis la ratification du quinzième amendement de la Constitution des États-Unis en 1870, les Afro-Américains ont obtenu le droit de vote, mais de fait, les neuf millions d'Afro-Américains vivant dans les États du sud ne peuvent voter, ces États ont établi par voie réglementaire des dispositifs ségrégationnistes issus des lois Jim Crow pour entraver l'effectivité des droits des Afro-Américains. Si cela ne suffit pas le Ku Klux Klan intervient pour terroriser, voire exécuter les Afro-Américains désirant voter. La NAACP est en quête de personnalités courageuses pour défier la violence du Ku Klux Klan. Dans l'État du Texas, un médecin afro-américain d'El Paso, Lawrence Aaron Nixon (en) se présente pour participer au vote des primaires présidentielles du Parti démocrate américain de 1924 (en) mais on lui refuse d'exercer son droit de vote pour sa couleur de peau. Aussitôt, Lawrence Aaron Nixon et la NAACP portent l'affaire auprès de la Cour suprême c'est le cas Nixon v. Herndon (en), qui dans sa décision, 273 U.S. 536, rendue le 7 mars 1927 rend illégale la limitation du droit de vote des Afro-Américains, en l'occurrence à celui du vote aux primaires présidentielles du Parti démocrate américain. Mais le gouverneur du Texas, Dan Moody (en) contourne l'avis de la Cour suprême en faisant une loi établissant que seul seule les Blancs de la commission texane du Parti démocrate sont habilités pour décider qui a le droit de vote pour participer aux primaires présidentielles du Parti démocrate américain,.

### Les Années 1930-1941

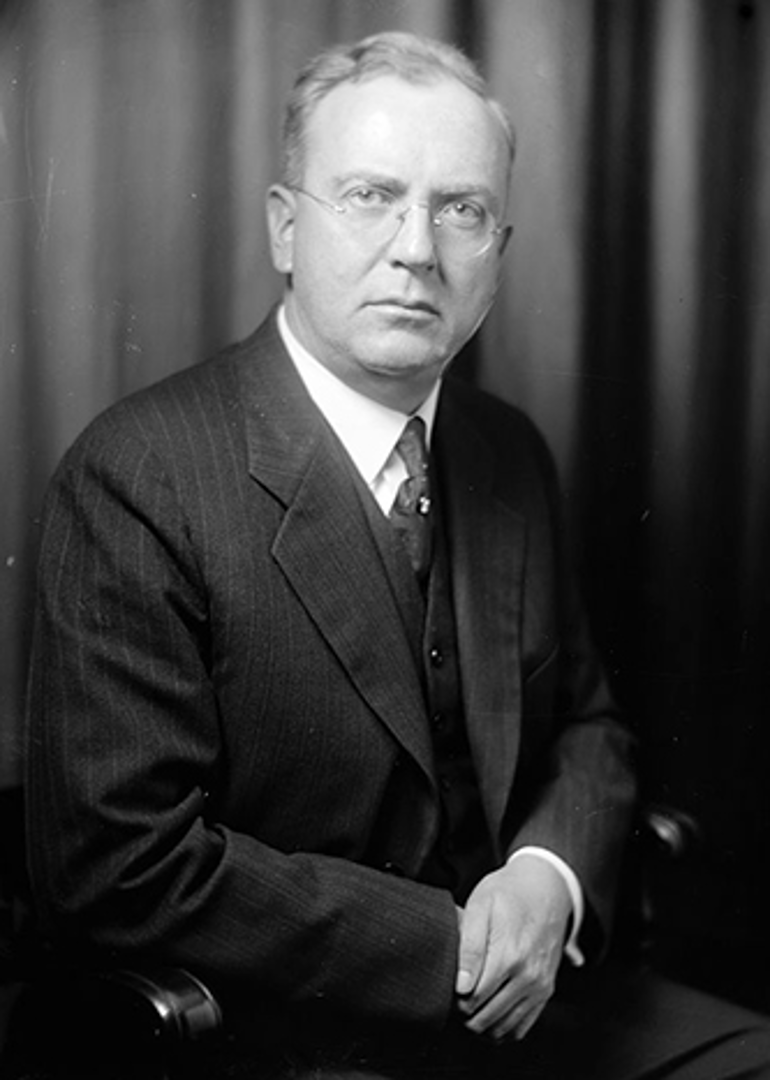
Portrait photographique de John J. Parker.

#### La participation à l'échec de la nomination de John J. Parker à Cour suprême des États-Unis
Herbert Hoover alors qu'il est président des États-Unis nomme le Juge fédéral des États-Unis John J. Parker, membre du Parti républicain de la Caroline du Nord en tant que juge assesseur de la Cour suprême des États-Unis. Dès que la NAACP apprend la nouvelle, elle mène une enquête pour savoir qui est John J. Parker. Il s'avère que lors de sa campagne pour devenir gouverneur de Caroline du Nord il a soutenu le Lily-white movement (en) du Parti républicain, mouvement notoirement opposé à la place des Afro-Américains dans la vie politique. Interrogé par la NAACP pour savoir s'il maintenait ses positions passées, John J. Parker se dérobe. La NAACP demande à ses différentes sections de faire du lobbying auprès de leurs sénateurs afin qu'ils votent contre la nomination de John J. Parker à la Cour suprême,,.
Le 7 mai 1930, le Sénat vote contre la nomination de John J. Parker par une courte majorité : 41 voix contre 39 voix. C'est une victoire de la NAACP, La presse des États du sud se lamente sur le sort d'un pays qui dépend de la NAACP et des Noirs qui peuvent mettre en échec un président des États-Unis, tandis que la presse des États du Nord, salue la maturité des électeurs noirs,

#### Le défi de la Grande Dépression (1929-1935)
La Grande Dépression touche plus durement les Afro-Américains du fait de la ségrégation et du racisme ambiant. Ce sont les fermiers et métayers du Sud rural qui sont les frappés par les conséquences économique de cette crise. Leur niveau de vie s'effondre, plusieurs souffrent de la famine. Plusieurs membres de la NAACP ne sont plus en mesure de payer leur cotisation, les dons baissent drastiquement. Le revenu annuel de la NAACP est passé de 60 000 $ en 1931 à 35 000 $ en 1933. durant l'année 1932, les salaires des permanents du siège de la NAACP connaissent des réductions par trois fois, plusieurs employés sont licenciés.

##### Les conflits internes

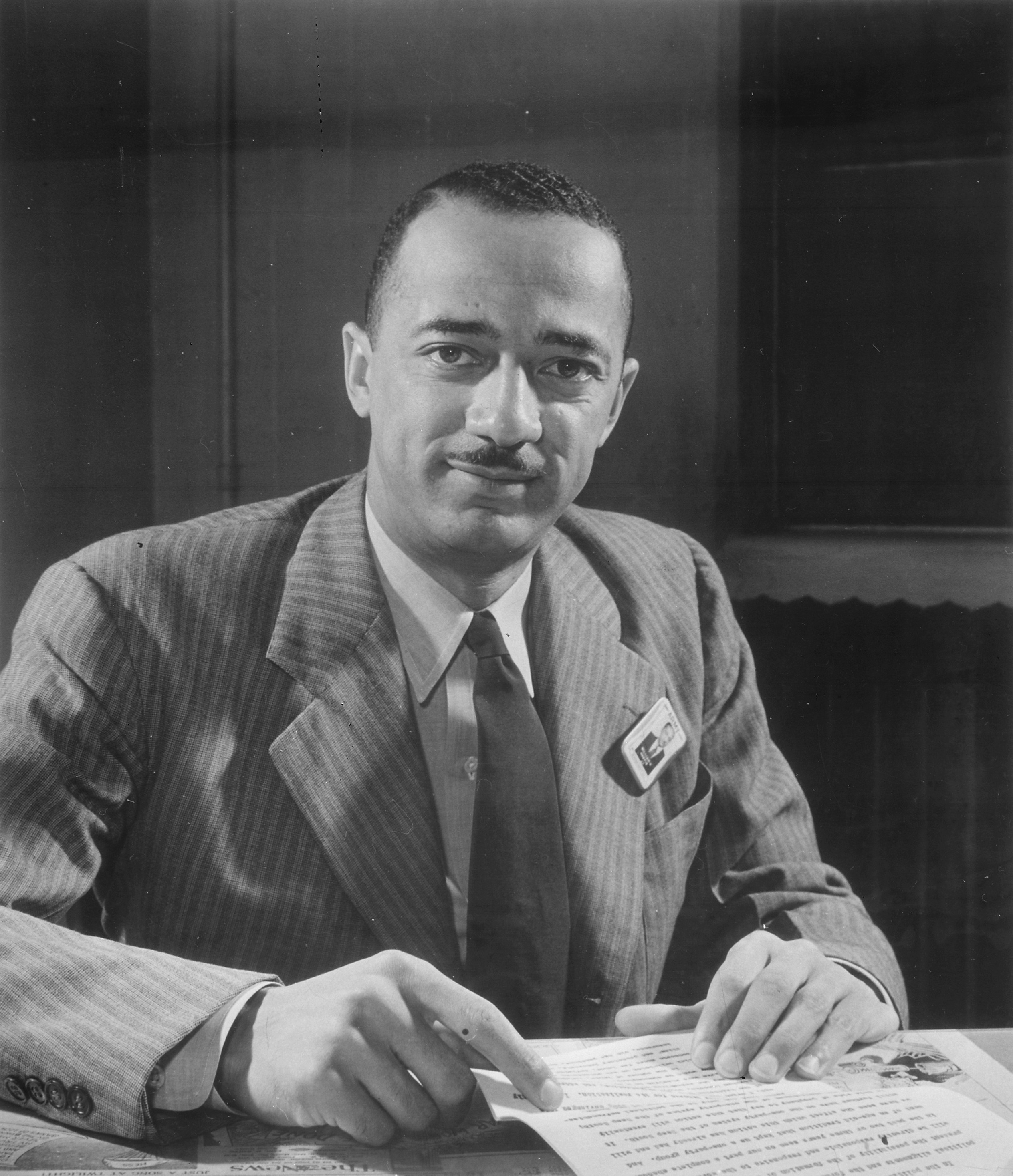
Portrait photographique de William H. Hastie.

Dans un article de 1934 paru dans les colonnes de The Crisis, W.E.B. Du Bois réclame une quasi sécession des Afro-Américains en ne comptant que sur eux-mêmes, à créer leurs propres institutions financières, industrielles et commerciales, se rapprochant des positions séparatistes de Marcus Garvey. Un juge, substitut d'un procureur fédéral, William H. Hastie (en) un afro-américain estimé réplique que W.E.B. Du Bois ne fait pas la distinction entre ségrégation et discrimination.

##### Le conflit ouvert entre W.E.B. Du Bois et la NAACP (1931-1934)
W.E.B. Du Bois publie plusieurs articles dans les colonnes de The Crisis qui fustigent le paternalisme des membres blancs de la NAACP, et en vient même à condamner la culture et la civilisation anglo-saxonne. Il attaque également les églises afro-américaines qui selon lui maintiennent la ségrégation. Joel Spingarn, le nouveau président de la NAACP, accuse W.E.B. Du Bois de vouloir créer la désunion au sein de la NAACP,.
En avril 1934, la tension atteint un tournant crucial, W.E.B. Du Bois accuse Walter White en disant qu'il est davantage un blanc qu'un noir. Les propos radicaux de W.E.B. Du Bois, comme celui d'établir une ségrégation sociale et économique volontaire, sont désavoués par la majorité de la presse afro-américaine ; la Philadelphia Tribune écrit « Vers quoi W.E.B. Du Bois est-il en train de dériver ? », et déplore le déclin d'un champion de la cause afro-américaine. Les Afro-Américains demandent une clarification de la position de la NAACP vis-à-vis de W.E.B. Du Bois. Dans un premier temps, le conseil d'administration de la NAACP demande à W.E.B. Du Bois qu'il soumette les articles de The Crisis à l'approbation du conseil, ce qu'il refuse. Finalement W.E.B. Du Bois donne sa démission de la NAACP en juillet 1934,,.

##### La succession de W.E.B. Du Bois
Après le congédiement de W.E.B. Du Bois à la tête du Crisis, la NAACP établit une commission des programmes et des actions, commission dirigée par Abram Lincoln Harris, un jeune sociologue diplômé de l'université Howard, assisté de James Weldon Johnson et Mary Ovington. Le rapport qui porte notamment sur l'avenir du Crisis est publié, il est décidé que Roy Wilkins lui succède en tant que directeur de la publication, charge qu'il assume jusqu'en 1949,.

#### Le procès des Scottsboro Boys

##### Le contexte général

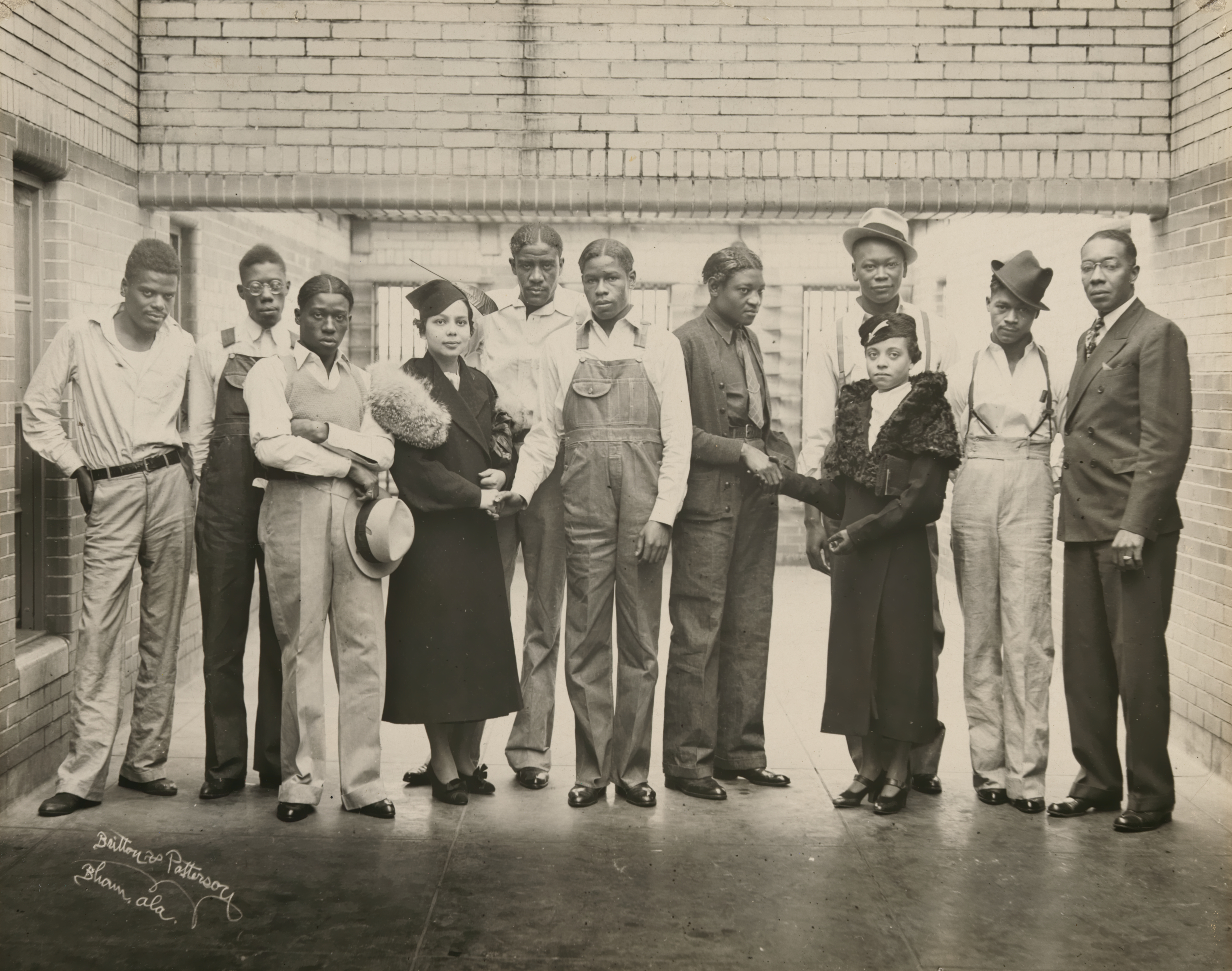
Photographie des neufs Scottsboro Boys soutenu par des membres de leur famille.

En mars 1931, neuf jeunes afro-américains sont inculpés pour viol sur deux femmes blanches dans un train de marchandises traversant l’État du Tennessee puis l’État de l’Alabama. Lorsque la date du procès, dit des « Scottsboro Boys », est annoncée, Walter White, le président de la NAACP, confie l'affaire à Roy Wilkins en lui disant « Roy, le dossier du procès des Scottsboro Boys est ton bébé ! ». Roy Wilkins doit se démener avec les rouages et méandres juridiques du Sud et faire face à la propagande et à la récupération du Parti communiste des États-Unis d'Amérique. Combats qu'il mènera pendant des décennies.

##### Le procès et les sentences
Roy Wilkins prend le train pour l'Alabama afin d'organiser la défense des neuf adolescents qui risquent la peine de mort. Il embauche un avocat blanc pour représenter les neufs inculpés, malheureusement, il s'avère que cet avocat est un alcoolique, il a mal travaillé le dossier, huit des inculpés sur les neuf sont condamnés à mort.

##### Le comité de défense et de soutien des Scottsboro Boys
Les deux principales organisations présentes dans le comité de défense et de soutien des Scottsboro Boys dsont la NAACP et le CPUSA, via l'International Labor Defense. Roy Wilkins se méfie du CPUSA qui selon lui utilise le procès comme vitrine à son avantage, il déclare en toute sérénité qu'il doit « libérer les adolescents aussi bien des communistes que des jurés blancs de l'Alabama ». Les procédures d'appels engagées par la NAACP durent jusqu'en 1950, date àlaquelle est libéré le dernier des inculpés,Andy Wright. Roy Wilkins doit faire face durant l'affaire des Scottsboro Boys aux manœuvres du CPUSA qui voulait tirer à son seul avantage les succès des appels.

#### La participation à la New Deal coalition
Dès le début des années 1930, la NAACP noue des alliances avec des syndicats ouvriers comme la Congress of Industrial Organizations (CIO), qui souscrit à l'égalité des droits civiques et aux campagnes de lutte contre les lynchages. Walter White demande aux ouvriers afro-américains d'adhérer au syndicat l'United Auto Workers.

#### Le soutien à Franklin Delano Roosevelt

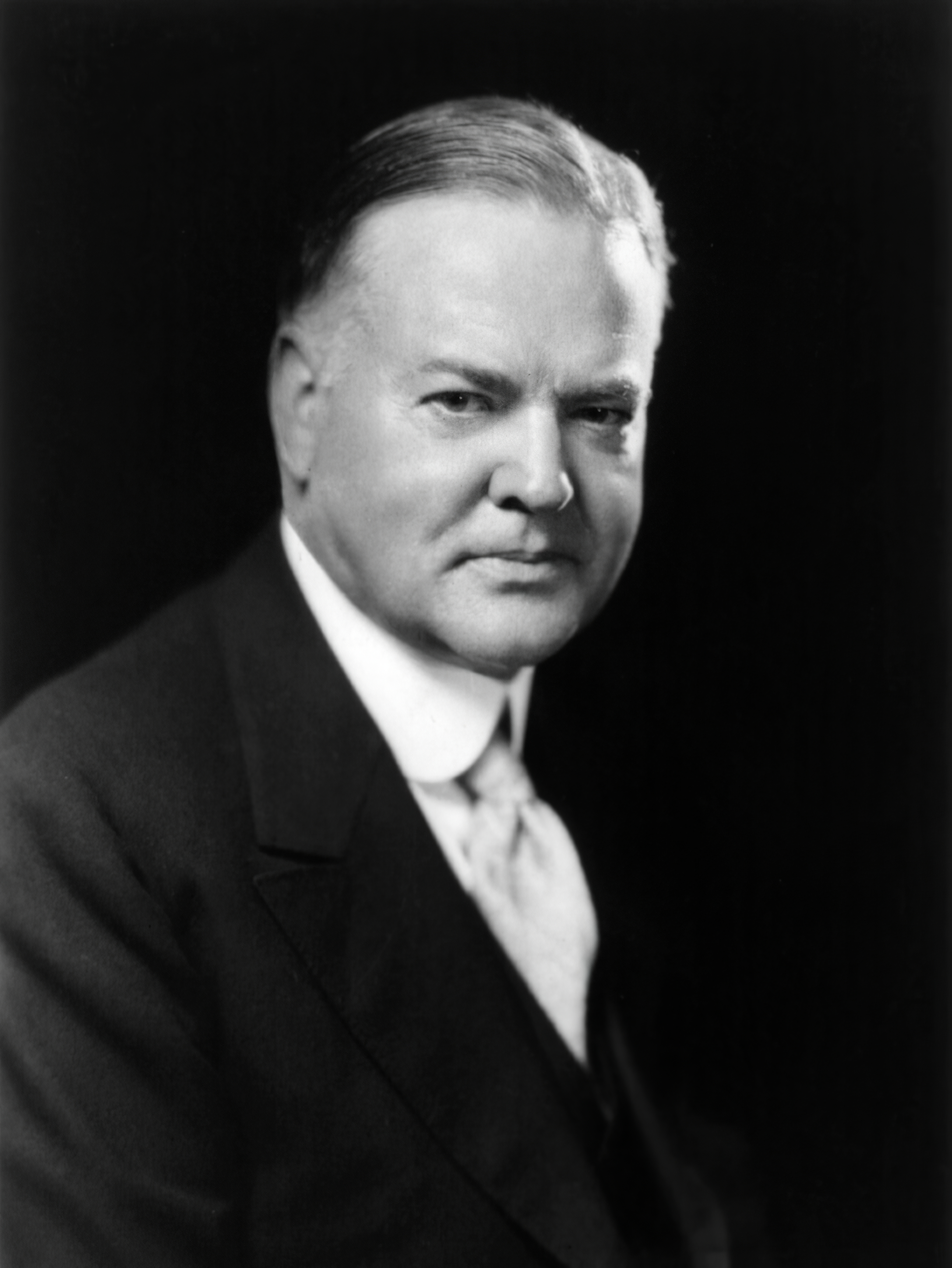
Portrait photographique de Herbert C. Hoover prise en 1928.

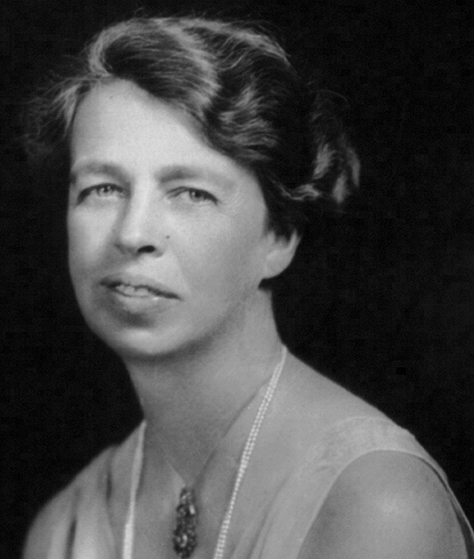
Portait photographique d'Eleanor Roosevelt, prise en 1932.

Après un vote noir qui globalement soutenait le Parti républicain et ses candidats, les Afro-Américains se sentent trahis par le président Herbert Hoover. Plus de 50 % des Afro-Américains abandonnent ce qu'ils nomment un « soutien aveugle » au Parti républicain.
Lors de la campagne de l'élection présidentielle américaine de 1932, Walter White contacte le Parti démocrate pour leur dire que cette élection est l'occasion de montrer qu'ils ont changé leur regard sur la population noire. Le soutien de Walter White et avec lui de la NAACP fut déterminant quant à la victoire de Franklin Delano Roosevelt. Certes ce dernier n'a jamais remercié officiellement les noirs pour sa victoire, mais au printemps 1934, grâce à l'intervention de son épouse Eleanor Roosevelt, il rencontre Walter White. Ce dernier lui propose de présenter une loi prohibant les lynchages, mais le président lui réplique qu'en regard du contexte économique ce n'est point la priorité tout comme la question de l'égalité des droits civiques,.
En juin 1933, Clark Howell Foreman écrit à Edwin Embree (en), le président de la Fondation Julius Rosenwald (en) que le poids des Noirs dans le développement de l'économie mérite attention. En août 1933, l'administration du président Roosevelt, contacte Clark Howell Foreman pour le nommer conseiller quant à la situation économique des Noirs.

#### Les témoignages devant le Sénat (1934)

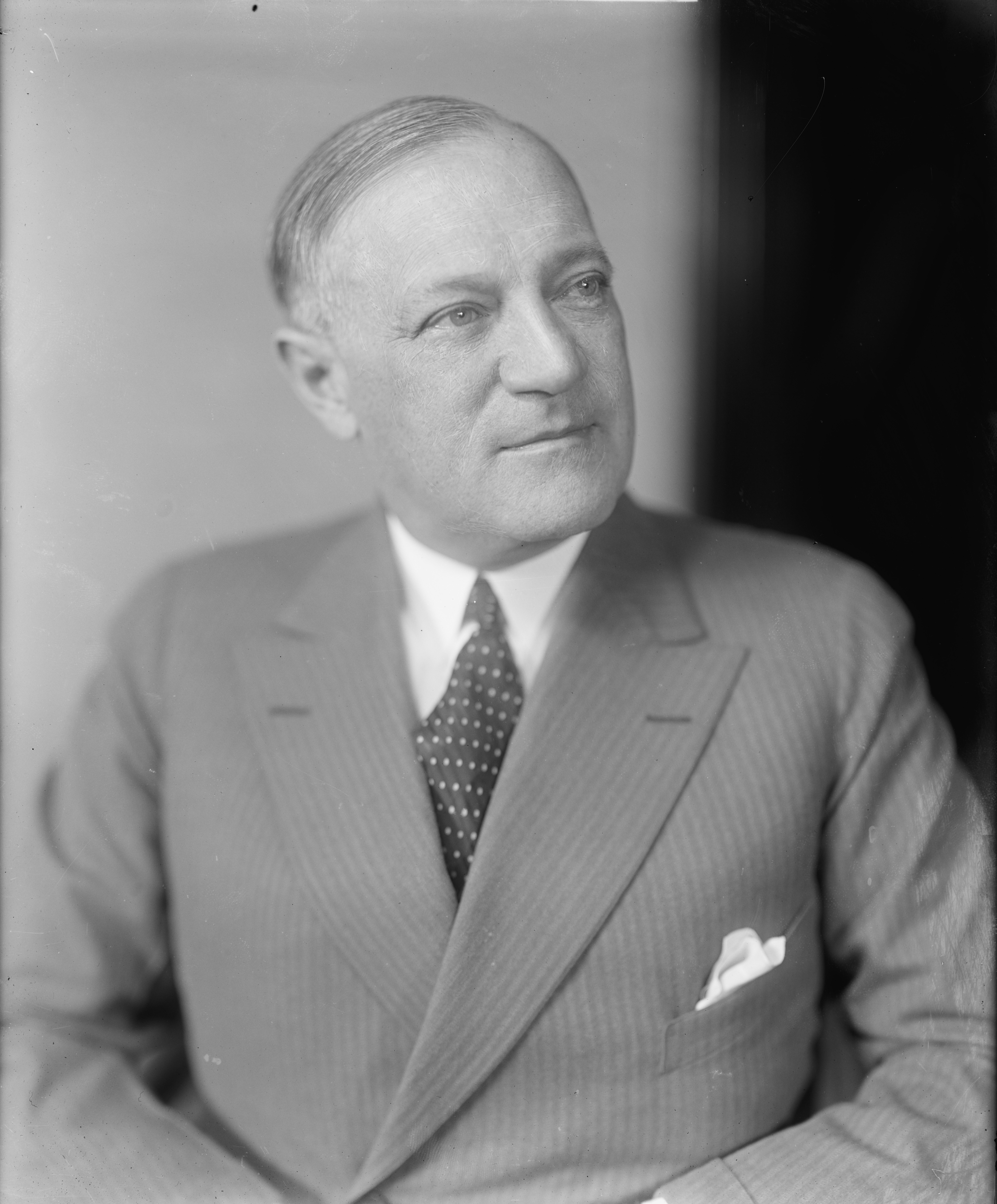
Portrait photographique du sénateur Robert F. Wagner.

Cependant, le 20 février 1934, Walter White est appelé à témoigner sous serment devant la sous-commission judiciaire du Sénat des États-Unis, il atteste que depuis 1882, il y a eu 5 053 lynchages dont 3 513 Afro-Américains, parmi les victimes assassinées par des lynchages figurent 94 femmes. Les motifs des foules pratiquant le lynchage d'Afro-Américains est principalement le soupçon de viol. Pour bien des Blancs du Sud, les Afro-Américains sont des pervers sexuel, c'est leur nature (sic). Préjugé soutenu par les autorités politiques et judiciaires des États du Sud qui s'opposent à toute législation interdisant la pratique du lynchage.
Walter White use d'un argument pour faire pencher la balance de son côté. Si la population afro-américaine ne croit plus au rêve américain, ne pourrait-elle pas être tentée par le communisme?
Les autres personnes appelées à témoigner sous serment sont Arthur B. Spingarn (en) vice-président de la NAACP et Herbert K. Stockton membre de la National Legal Aid & Defender Association (en).
À la suite des divers témoignages, le sénateur Robert F. Wagner envoie le 24 février 1934 une lettre ouverte au Congrès, à la Writers' League Against Lynching, les soutiens financiers de la NAACP, lettre qui contient les principaux éléments des divers témoignages déposés devant la commission du Sénat, lettre signée par deux douzaines d'auteurs et universitaires reconnus.

#### La NAACP et la guerre d’Éthiopie

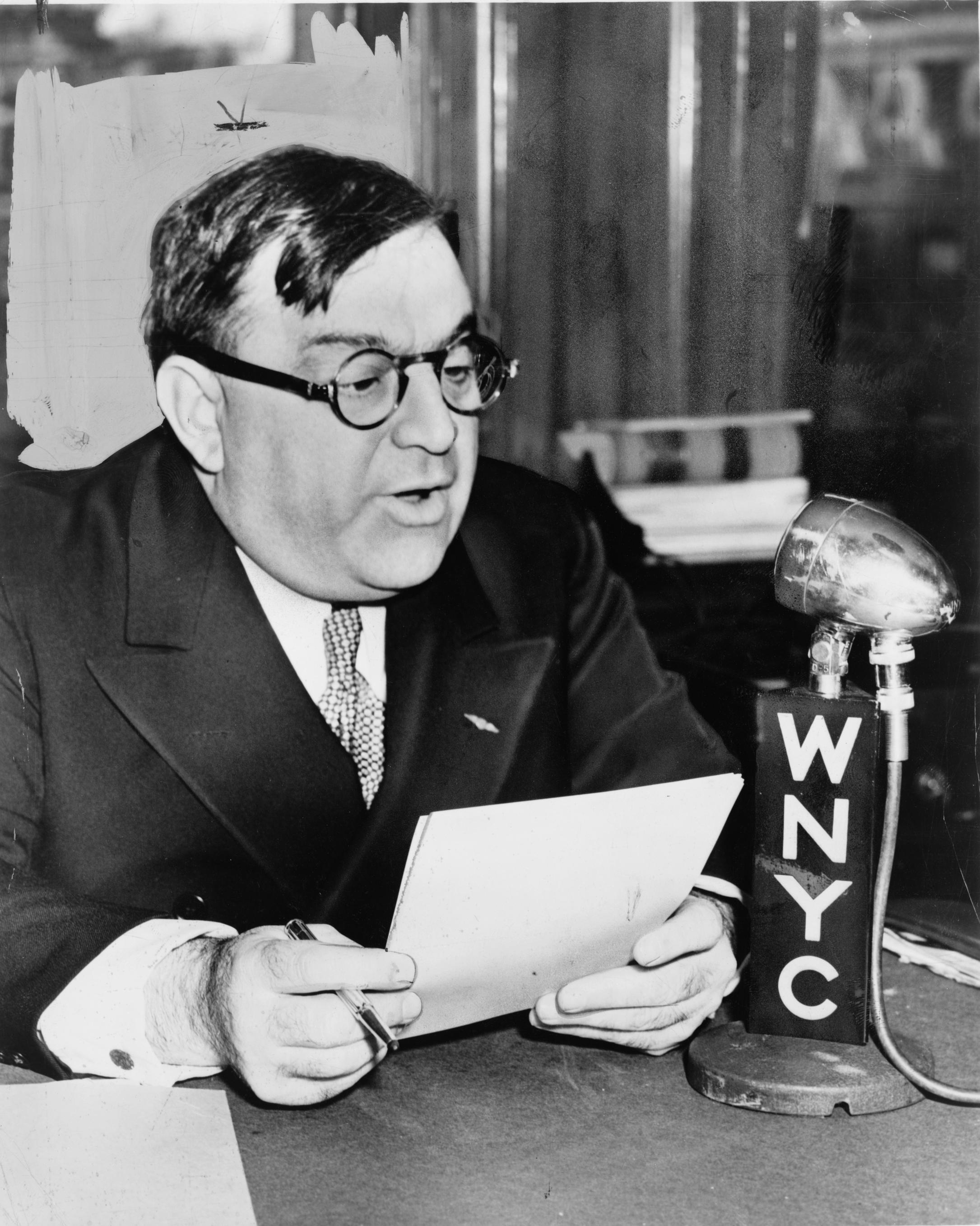
Photographie de Fiorello H. LaGuardia, maire de New York City.

Quand les troupes de l'Italie fasciste dirigée par Benito Mussolini envahissent l'Éthiopie, les Afro-Américains de Harlem déclenchent une émeute contre les marchands blancs, le coût des marchandises détruites se monte à 2 000 000 $ des centaines de devantures de magasin ont été brisées, les rayons pillés. Le maire de New York, Fiorello La Guardia, crée une commission d'enquête interraciale pour savoir quels sont les causes de cette émeute. James E. Allen Jr. (en), président de la section new-yorkaise de NAACP, y déclare sous-serment que la cause de ces émeutes ce sont les discriminations concernant l'accès aux emplois, cause confirmée par d'autres dépositions.
Les exemples ne manquent pas, les enseignants noirs sont moins bien rémunérés que leurs collègues blancs, dans l'État du Maryland, les enseignants blancs touchent le double de leurs homologues noirs ayant les mêmes qualification.

#### La NAACP et le New Deal

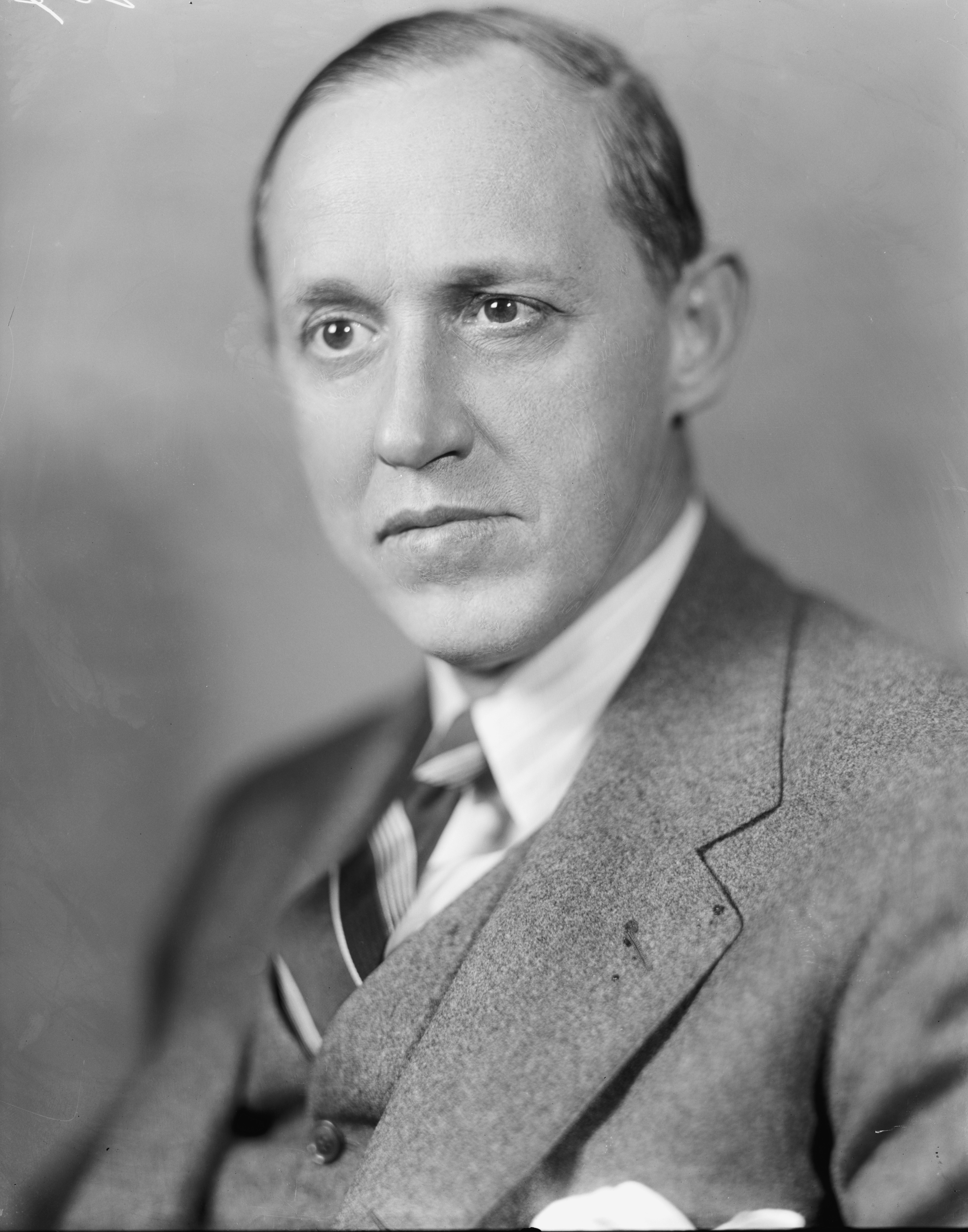
Portrait photographique de Harry Hopkins.

Lors de sa 26° convention annuelle de 1935, la NAACP, y sont présentes 200 délégations. Durant cette convention un des problèmes principaux abordés est celui des conséquences de la Grande dépression sur la population de couleur, notamment y est pointée l'impuissance du New Deal à fournir des aides et secours nécessaires aux Afro-Américains de New York. La Naacp sollicite Harry Hopkins qui supervise la Federal Emergency Relief Administration, pour qu'il nomme un administrateur adjoint afro-américain pour chaque État où réside une forte population noire.

#### Le renouvellement du soutien à Franklin Delano Roosevelt

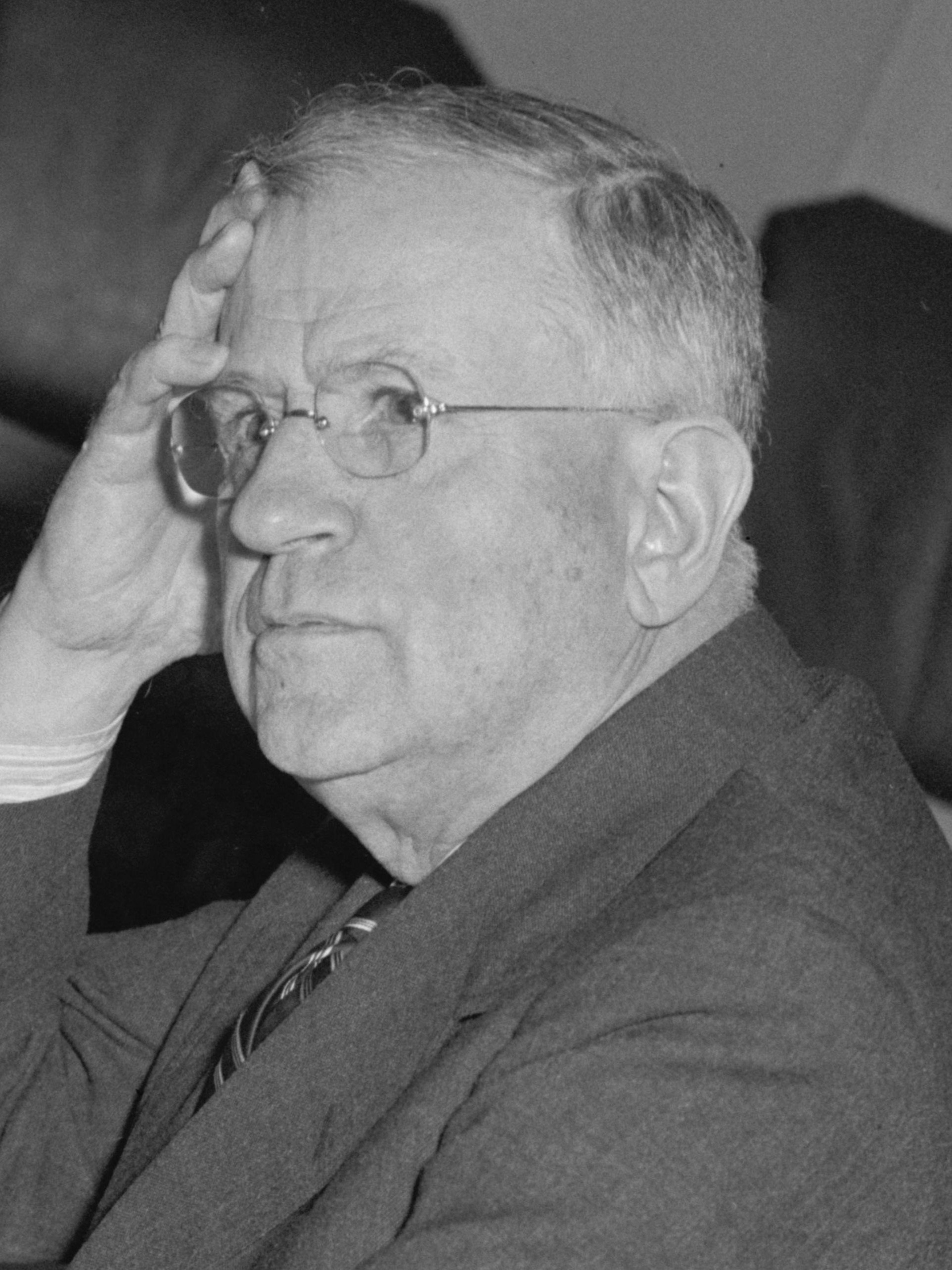
Photographie de Harold LeClair Ickes par le studio Harris & Ewing en 1938.

Quelles que soit les frustrations, la NAACP renouvelle son soutien à Franklin Delano Roosevelt lors de l'élection présidentielle américaine de 1936. Cela est notamment dû à la présence de Harold LeClair Ickes, dans l’administration présidentielle au poste de secrétaire à l'Intérieur, or Ickes est ancien président de la section de la NAACP à Chicago. Durant son mandat, il fait en sorte que les Afro-Américains puissent bénéficier des programmes d'aide aux plus pauvres et surtout il fixe un minimum de pourcentage d'Afro-Américains à recruter au sein de la Public Works Administration.
La NAACP est présente dans le « Black Cabinet (en) », un groupe informel composé de fonctionnaires afro-américains tels que William H. Hastie (en), premier juge fédéral noir, William Houston assistant du procureur général des États-Unis ou Mary McLeod Bethune, nommée directrice de la National Youth Administration. Plus d'une centaine d'Afro-Américains sont présents dans la fonction publique fédérale et dans les différentes agences créées par le New-Deal. Cette idée n'est pas neuve, auparavant le Parti républicain avait nommé des Afro-Américains à la poste ou aux impôts. Même Ralph Bunche, souvent critique envers le New Deal, écrit « Les positions prises par le New Deal sont une véritable rupture vis-à vis des politiques passées, tant par la nouveauté de leur mode de nomination que par  celui de leur affectation »,.

#### La reconnaissance du «vote noir»
Walter White fait remarquer que le vote des Afro-Américains a joué un rôle crucial pour dix-sept États, ce vote a permis de faire pencher la balance en faveur de Franklin Delano Roosevelt. Fort de cet apport, il réclame encore une fois que soient prises en compte des revendications formulées par la NAACP et notamment que soit présentée au Congrès une loi anti-lynchage, la protection du droit de vote des Afro-Américains et la suppression de la ségrégation dans l'attribution des aides fédérales. En vain, les républicains comme les démocrates refusent de prendre en compte les revendications des Afro-Américains. Cela dit, lors de la 1936 Democratic National Convention (en), le Parti démocrate accueille pour la première fois des délégations d'Afro-Américains, et également pour la première fois, c'est un pasteur afro-américain qui prononce la prière d'ouverture.
En signe de reconnaissance de l'ouverture du Parti démocrate, Walter White dénonce l'utilisation de quelconque référence à la NAACP, faite par des manifestants qui organisent des piquets autour du siège du Parti démocrate pour protester contre le silence de leurs élus vis-à-vis des lynchages.
Lors de l'élection présidentielle américaine de 1936, 60 % des Afro-Américains ont voté pour Franklin Delano Roosevelt, le score le plus élevé est à Harlem où il atteint 80 % de la population noire.

#### La résistance à la NAACP dans les États du sud

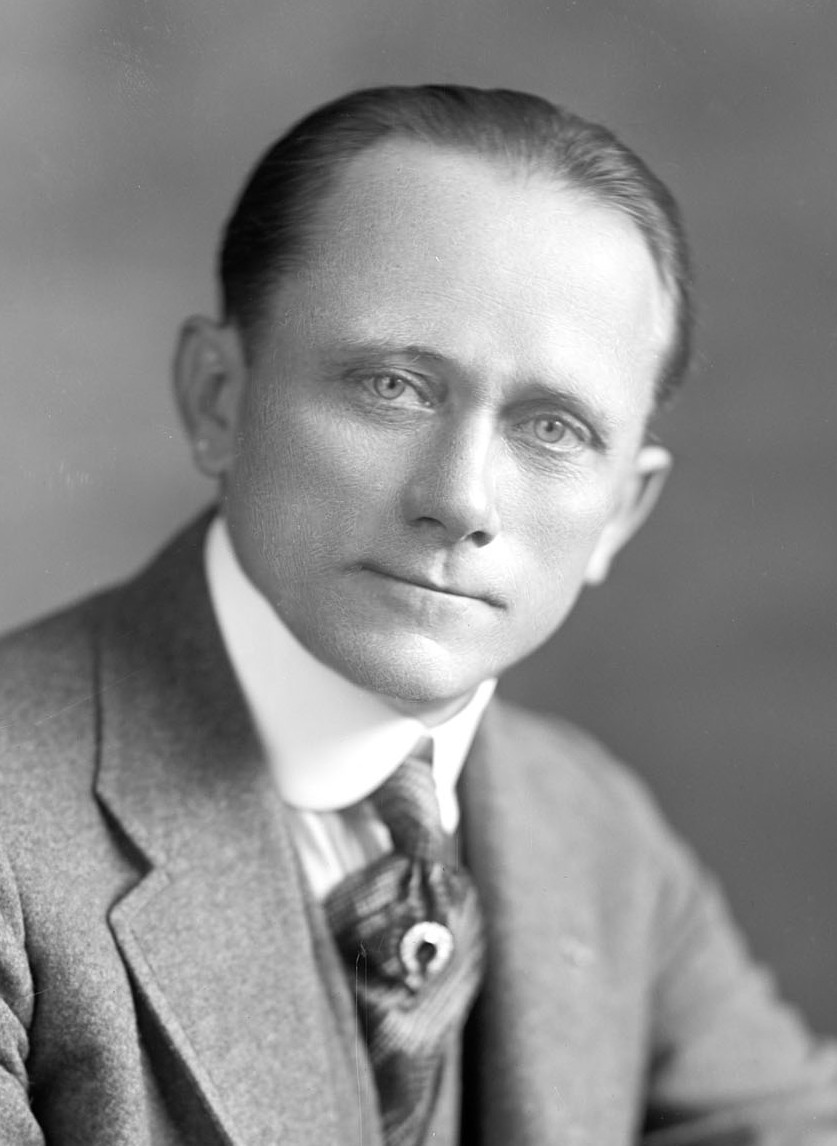
Portait du sénateur Theodore Bilbo.

Les États du sud, bien que majoritairement démocrates s'opposent à tout projet de loi prohibant les lynchages, or entre le tiers et quart de population afro-américaine vit dans ces États, population soumise au terrorisme du Ku Klux Klan et aux lois ségrégatives dites lois Jim Crow, c'est dans ces États où la NAACP va mener ses combats juridiques les plus décisifs,,.
Les principaux opposants à la politique du New Deal envers la population noire sont le sénateur Theodore G. Bilbo et le gouverneur de la Géorgie Eugene Talmadge (en).

#### Le tournant du vote noir
En février 1940, un sondage effectué par Gallup montre que 80% de l’électorat noir soutient Franklin Delano Roosevelt, que ce dernier a remplacé dans le coeur des Afro-Américains le président Abraham Lincoln et que cet électorat est massivement passé du Parti républicain au Parti démocrate.

#### La solidarité avec les Juifs

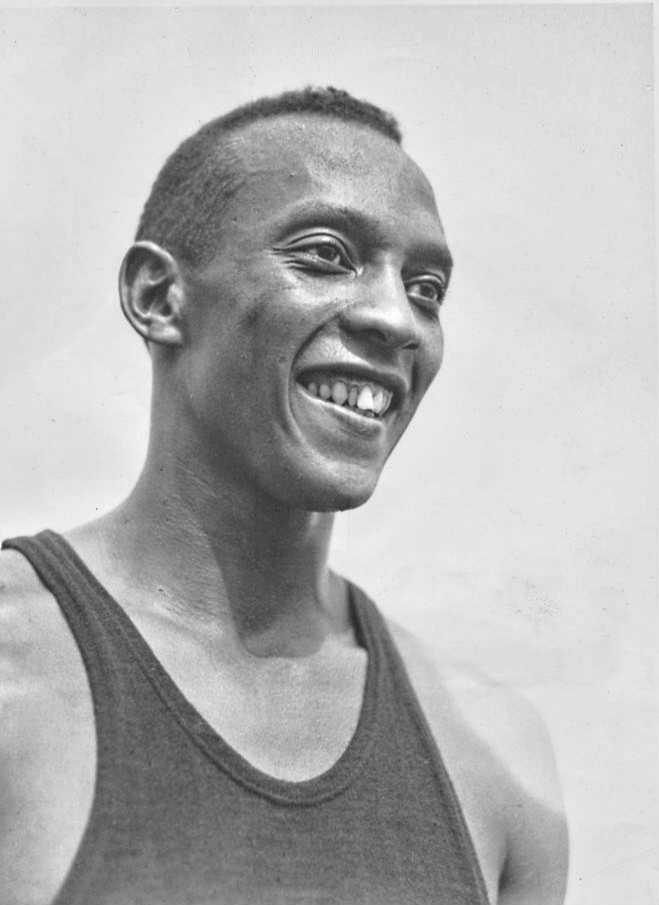
Photographie de Jesse Owens prise en 1936.

En 1933, dès l'arrivée au pouvoir de Adolf Hitler, la NAACP dénonce la propagande raciste des nazis contre les Juifs et les Noirs et fait pression pour que les Jeux olympiques d'été de 1936 n'aient pas lieu à Berlin mais dans un autre pays. À la veille des jeux, la NAACP presse les États-Unis de renoncer à sa participation aux Jeux olympiques, car ce serait approuver d'une manière tacite les persécutions racistes et religieuses sévissant dans le Troisième Reich. Quand l’athlète afro-américain Jesse Owens gagne quatre médailles d'or, au grand dépit d'Hitler, The Crisis présente en première page une photographie de Jesse Owens, et rédige un article pour montrer l'insanité et la vacuité des thèses racistes.

### Les années 1941-1957

#### La NAACP et la Seconde Guerre mondiale
L'entrée des États-Unis dans la Seconde Guerre mondiale, va modifier en profondeur les rapports sociaux entre les Noirs et le reste de la population américaine. Si les Américains entrent en guerre contre le nazisme ne doivent-ils pas se questionner sur le suprémacisme blanc des États du sud, idéologie si proche du nazisme. Durant cette période  plus d'un million d'Afro-Américains sont embauchés par l'industrie, générant une migration des Afro-Américains du sud vers les métropoles industrielles comme Chicago. Cette venue massive des Noirs du Sud crée des tensions raciales et des émeutes dans des villes comme Détroit et Los Angeles. Ces mouvements de la population noire, font que « le problème noir » n'est plus une question des seuls États du sud mais une question nationale, comme le souligne la NAACP.
La NAACP fait remarquer que si le gouvernement est capable de fixer le montant des salaires et des prix, alors pourquoi n'aurait-il pas l'autorité à mettre hors la loi les discriminations raciales dans l'industrie de guerre.

##### Seconde Déclaration des Droits

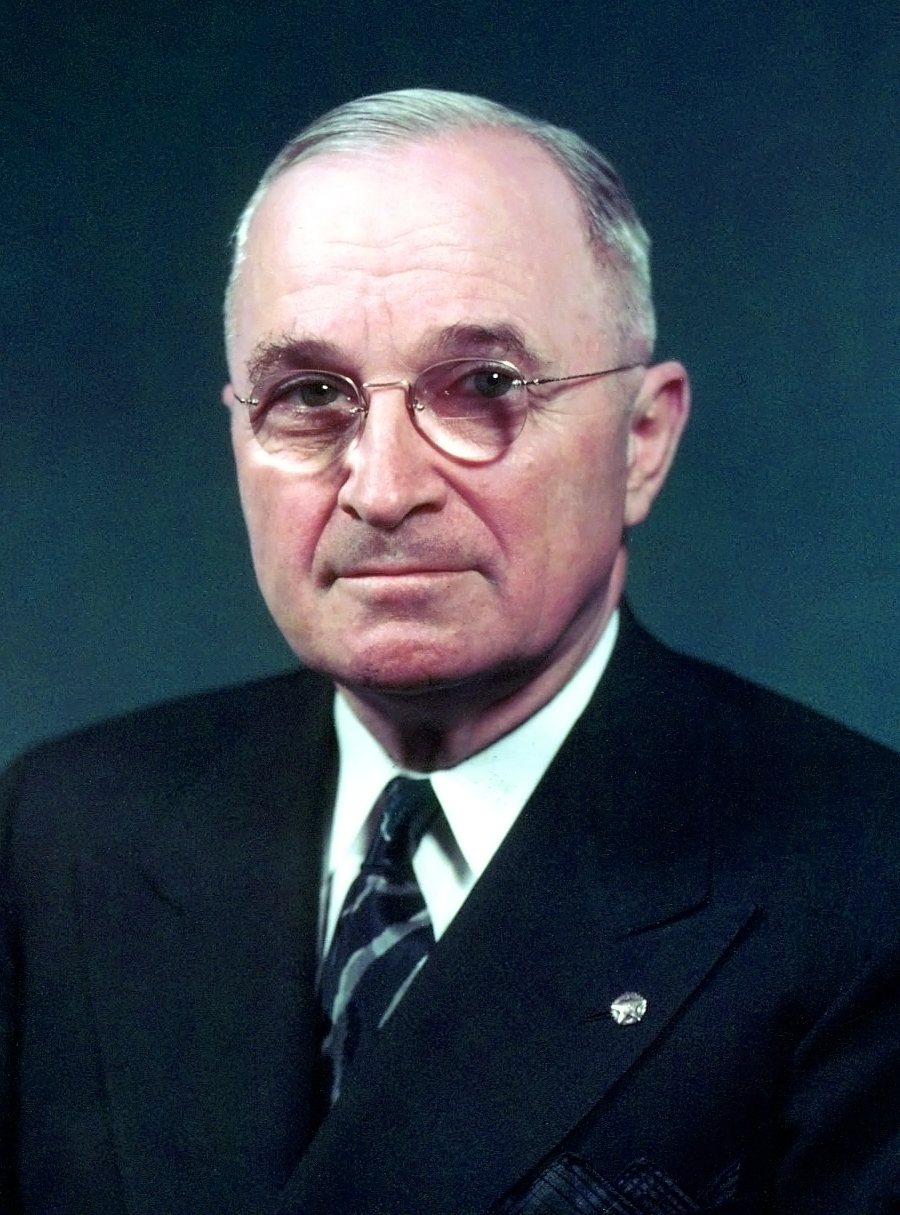
Portrait photographique du Président Harry S. Truman.

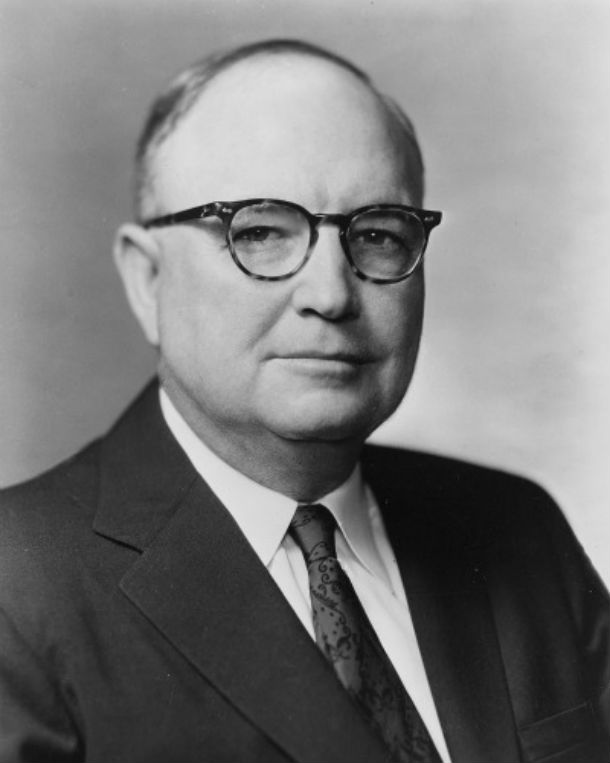
Photographie du sénateur James Eastland

C'est ainsi que le 11 janvier 1944 le président Franklin Delano Roosevelt présente au Congrès la seconde Déclaration des Droits qui cite le rôle majeur du gouvernement pour garantir les droits civiques pour tous les Américains quelle que soit la couleur de peau. Ce changement de politique envers les Afro-Américains est souligné par le président Harry S. Truman qui dans une conférence prononcée devant la NAACP déclare qu'émerge « un nouveau concept des droits civiques fondé non sur la protection du peuple contre le gouvernement mais une protection du peuple par le gouvernement ».

##### La déségrégation dans les forces armées des États-Unis
Le juriste William H. Hastle, doyen de la Howard University School of Law (en), est nommé consultant auprès du Secrétariat à la guerre, le colonel Campbell C. Johnson est affecté au Selective Service System, le colonel Benjamin O. Davis, Sr. est promu au grade de brigadier général. Des moyens sont donnés au Tuskegee Institute pour qu'il y développe la formation de pilotes de chasse afro-américains sous la direction de l'US Army Air Corps. pilotes nommés les Tuskegee Airmen. Plus de 600 pilotes y seront formés. Ce mouvement de déségrégation est réalisé par l'influence de la NAACP. À la fin de Seconde Guerre mondiale les pilotes du Tuskegee Airmen intégrés au sein du 352nd Fighter Group (en) ont largement fait la preuve de leur courage et de leur patriotisme.

##### La persistance du suprémacisme blanc dans les États du Sud
Au début de l'année 1944, le sénateur du Mississippi James Eastland, n'est nullement impressionné par la déclaration de droits, il déclare que durant la guerre de Sécession, les sudistes ont voulu défendre leurs institutions, et continuent, en 1944, de défendre le suprémacisme blanc contre les manigances électorales. Finalement la participation des Afro-Américains à la Seconde Guerre mondiale ne change rien au racisme des États du Sud.

#### 1946, Terreur sur le Tennessee, l'émeute ethnique de Columbia

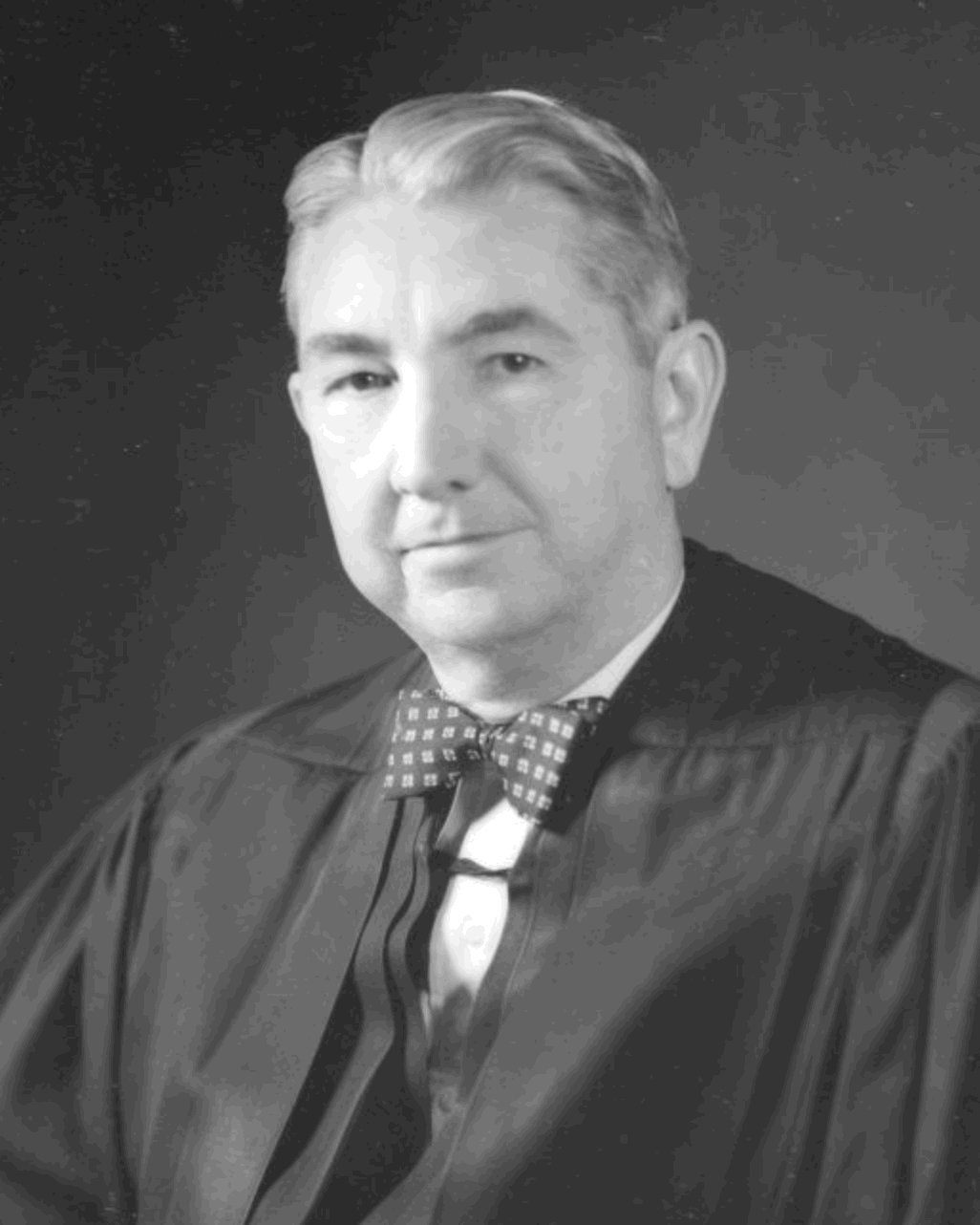
Photographie du procureur général des États-Unis, Tom Clark.

Au matin du 24 février 1946, une Afro-Américaine, Gladys Stephenson, se rend à un magasin de réparation, le Castner-Knot Electric Applilance, situé à Columbia dans l'État du Tennessee pour faire une réclamation au sujet d'un poste de radio tombé en panne, qui ne marche toujours pas. Elle est accompagnée de son fils James Stephenson, un vétéran, de l'United States Navy. ce qui aurait pu être une simple discussion, dérape, le vendeur, un Blanc nommé William Fleming devient injurieux, quand Gladys Stephenson lui fait remarquer qu'il n'a pas besoin de se montrer insultant, ce dernier la gifle et l'expulse du magasin à coups de pied, James Stephenson vient au secours de sa mère et ceinture William Fleming, les passants voyant cela entourent Gladys Stephenson et son fils James Stephenson puis les frappent. Un policier traverse la foule excitée, matraque James Stephenson, il est jeté en prison avec sa mère. Une foule plus qu'hostile veut se rendre dans le quartier noir de la ville. Le shérif de la ville fait appel à Saul Blair et à d'autres représentants de la communauté noire pour calmer le jeu et emmener les Stephenson loin de la ville. La foule alcoolisée lynche un adolescent de 14 ans. Un groupe d'ivrognes blancs frappe aux portes du quartier noir pour savoir où sont passés les Stephenson. Apeurée la population noire se barricade, les choses s'enveniment quand des soûlards commencent à tirer sur des Afro-Américains, ils sont rejoints par d'autres Blancs armés et motorisés. Le lendemain matin la police et la garde nationale en tenue de combat, armés de mitraillettes Thomson, de fusils à répétition et de mitrailleuses, pénètrent dans le quartier noir. Des policiers et soldats de la garde nationale commencent à commettre des actes de pillage, à incendier des établissements, profaner un salon funéraire. En tout 70 Afro-Américains sont inculpés sans charge précise. C'est ce qui est appelé la Columbia race riot of 1946 (en). Avertie , la NAACP dépêche Thurgood Marshall sur place afin de recueillir de plus amples informations. et prend langue auprès du procureur général des États-Unis, Tom Clark, afin qu'il mène une enquête. Entretemps, 28 Afro-Américains sont inculpés pour meurtre au premier degré et plusieurs autres  pour divers délits. Thurgood Marshall, fait de son mieux lors de ses plaidoiries pour requalifier les inculpations pour meurtre au premier degré, sur le fondement de l'absence d'Afro-Américain au sein du grand jury, ce dernier abandonne les charges de meurtre au premier degré, ses membres sont alors menacés, tout comme Thurgood Marshall, qui est arrêté pour conduite en état d'ivresse à partir de preuves fabriquées de toutes pièces. Le journaliste du New York Herald Tribune, Vincent Sheean (en) est également menacé d'arrestation tout comme toutes les personnes publiques qui prendraient la défense des Afro-Américains inculpés à Columbia. Tout est mis en place pour faire barrière aux actions de la NAACP, même si à la fin elle gagne la libération de l'ensemble des inculpés, il demeure que la foi des vétérans afro-américains en la démocratie américaine est sérieusement entamée.

#### Cynisme gouvernemental
La NAACP fait remarquer que le Congrès américain en 1912 s'est hâté de voter une résolution condamnant la Russie tsariste pour ses pogroms, de même depuis le président Woodrow Wilson, les États-Unis sont attachés au droit des peuples à disposer d'eux-mêmes, notamment pour peuples non-blancs colonisés par les puissances européennes, mais ces mêmes autorités américaines refusent ce droit pour leur population afro-américaine.
La NAACP fait valoir le fait que les soldats afro-américains se sont battus, sont morts pour la patrie au même titre que leurs compatriotes blancs, alors pourquoi cette différence faisant des soldats afro-américains des citoyens de seconde zone ?

#### La campagne contre la poll tax
Tout comme les literacy tests, le non-paiement de l'impôt par tête (poll tax) est un des moyens d'écarter les Afro-américains des bureaux de vote. Entre 1942 et 1945 la Chambre des représentants présente par cinq fois des projets de lois pour abolir ces prérequis au droit de vote, mais à chaque fois elles sont révoquées par le Sénat qui pratique vis-à-vis de ces lois une obstruction systématique.
Il faut attendre 1966, pour que les actions de la NAACP aboutissent à l'abrogation de l'impôt par tête (poll tax) par l'arrêt de la Cour suprême le Harper v. Virginia State Board of Elections (en) rendu le 24 mars 1966,.

#### Les Nations-unies

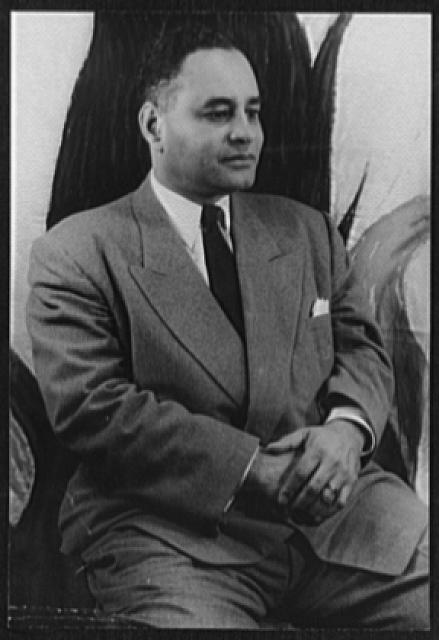
Portrait de Ralph Bunche.

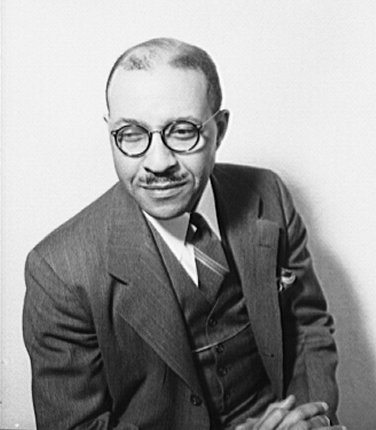
Portrait de Charles Spurgeon Johnson.

Dès sa création en 1945, de nombreux Afro-Américains s'intéressent à cette nouvelle institution qu'est l'Organisation des Nations unies (ONU) quelle aide pourrait-elle leur apporter comme le fait d'être une tribune pour faire savoir au monde la situation des Noirs aux États-Unis.
Le département d'État des États-Unis envoie Ralph Bunche à la conférence de San Francisco, qui fonde l'ONU. D'autres observateurs participent à  cette conférence comme les Afro-Américains Mary McLeod Bethune, Mordecai Wyatt Johnson (en), W. E. B. Du Bois, Walter White et Roy Wilkins.
Lors de la première réunion de l'Unesco de 1946, Charles S. Johnson fait rajouter dans la Charte des Nations unies que « le respect des droits de l'homme et les droits aux libertés fondamentales concernent toutes les personnes dans distinction de race, de sexe, de langue, de religion ».
En 1946, le National Negro Congress envoie une pétition auprès du Conseil économique et social des Nations unies où il demande que les discriminations soient dénoncées. Ce à quoi, le Conseil répond qu'il s'agit d'un problème de politique interne qui ne le concerne pas.
Charles Hamilton Houston, un des avocats de la NAACP, n'en reste pas là, si l'ONU est capable de dénoncer les élections truquées de la Pologne ou les atteintes aux libertés civiles en Espagne  par le régime de Franco, elle doit être en mesure de dénoncer les atteintes au droit de vote et aux droits civiques des Noirs aux États-Unis. En 1947, la NAACP envoie un document de 154 pages, particulièrement bien référencé sur les atteintes aux droits de l'homme des minorités aux USA. Parmi les contributeurs figurent, entre autres, Earl B. Dickerson (en), Milton R. Konvitz (en), Rayford Logan (en). Ce document est présenté et remis par W. E. B. Du Bois et Walter White auprès du Département des affaires économiques et sociales de l'ONU le 23 octobre 1947. Les conséquences sont immédiates, la condition des Noirs aux USA est maintenant connue dans le monde entier.

#### La guerre froide 1946-1955

Portrait de Joseph McCarthy

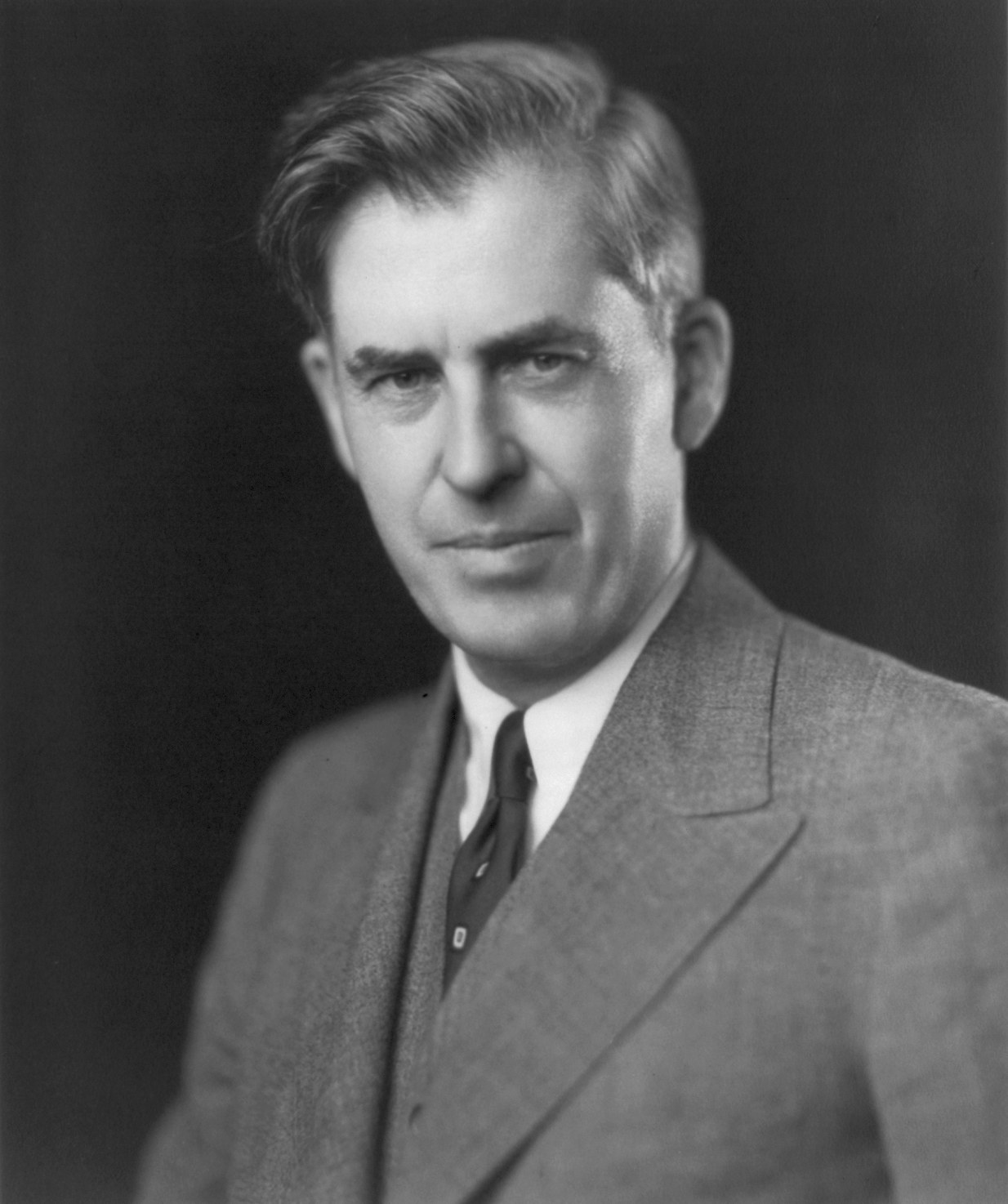
Portrait de Henry Wallace.

La guerre froide provoque de vives tensions au sein de la NAACP. D'un côté, il y a l'hystérie anticommuniste menée par le sénateur du Wisconsin Joseph McCarthy soutenu par tous les racistes du Sud qui s'empresse de clamer que les combats pour les droits civiques sont d'inspiration communiste. Hystérie illustrée par la Peur rouge de 1947-1957. De l'autre côté, il y a l'attachement de la NAACP à la démocratie, les soutiens clairement affichés par le gouvernement fédéral  en la personne de Harry Truman.
Lors de l'élection présidentielle américaine de 1948, la gauche soutient Henry Wallace qui se présente sous l'étiquette du Parti progressiste. Ce dernier ignore les causes de la guerre froide et continue de travailler avec les communistes américains et réclame une alliance entre les États-Unis et l'Union Soviétique.
À la même période parait un livre de l'historien Arthur Schlesinger, Jr., titré The Vital Center (en) qui souligne le caractère totalitaire du fascisme et du communisme.